# Vote des pleins pouvoirs constituants à Philippe Pétain
Pour les articles homonymes, voir Pleins pouvoirs.
Le vote des pleins pouvoirs constituants à Philippe Pétain est un vote de l'Assemblée nationale (réunion du Parlement composé de la Chambre des députés et du Sénat) convoquée à Vichy (Allier) le 10 juillet 1940 par le président de la République française Albert Lebrun, à la demande du président du Conseil Philippe Pétain, maréchal de France, conformément au conseil des ministres du 4 juillet. Quelques jours avant, l'armistice du 22 juin 1940 avait été signé à Rethondes, après la défaite de la France contre l'Allemagne nazie.
Après des votes successifs, à la quasi-unanimité, du principe de la révision constitutionnelle par la Chambre des députés et le Sénat le 9 juillet, l'Assemblée nationale vote, à une très forte majorité, la loi constitutionnelle du 10 juillet 1940 donnant « tout pouvoir au gouvernement de la République […] de promulguer […] une nouvelle constitution de l'État français [qui] devra garantir les droits du travail, de la famille et de la patrie ». Ce vote met un terme à la Troisième République et institue l’« État français », dit régime de Vichy, qui s'engage dans la voie de la collaboration avec le Troisième Reich durant la Seconde Guerre mondiale et l'occupation.

## Contexte

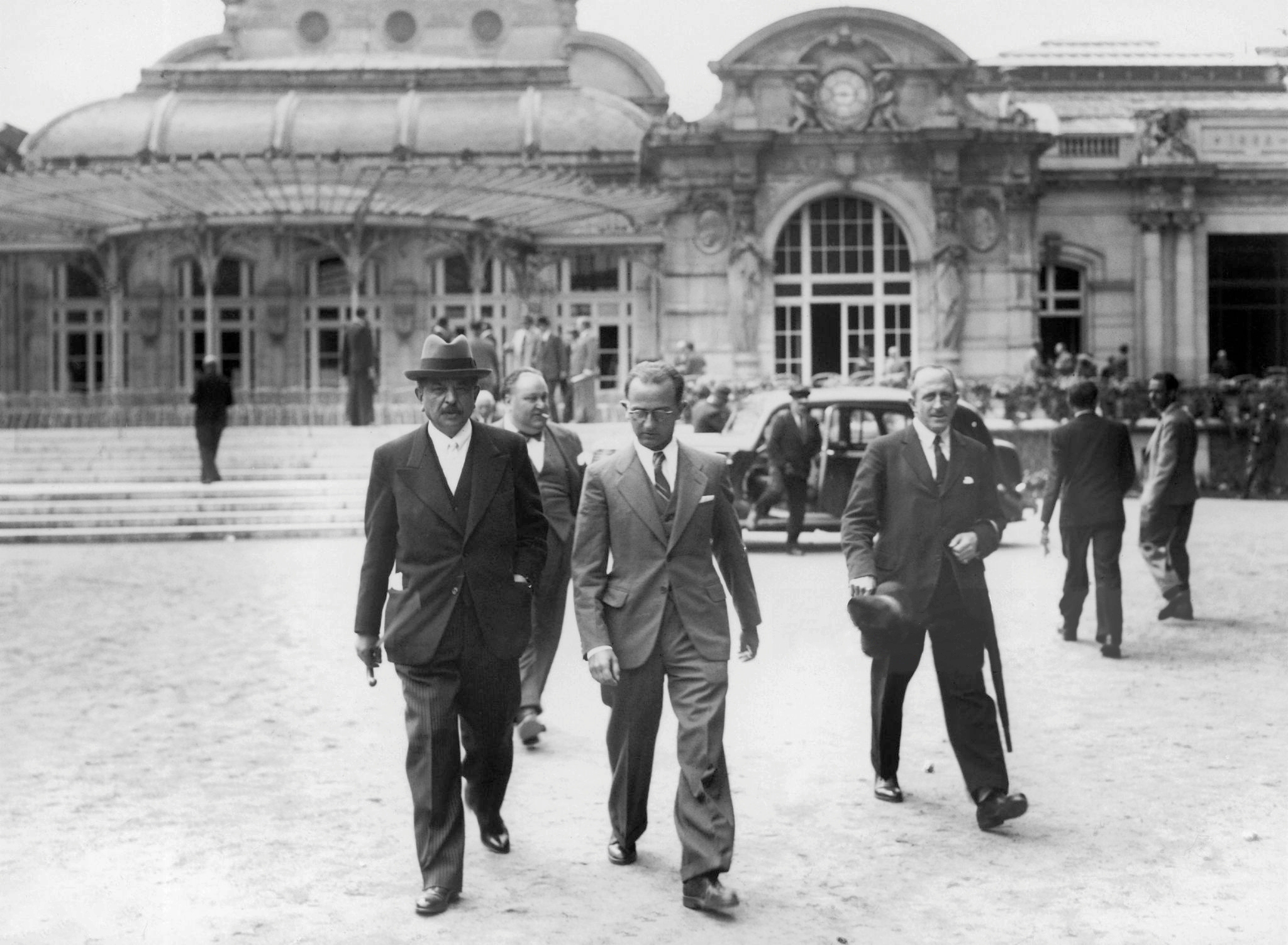
Pierre Laval devant l'opéra du Grand Casino de Vichy le jour du vote de la loi constitutionnelle du 10 juillet 1940.

Le scrutin a lieu dans le contexte de l'écrasement des armées alliées au cours de la bataille de France. L'armée anglaise ayant rembarqué à Dunkerque tandis que les Allemands s'enfoncent vers le Sud, le gouvernement Paul Reynaud se retrouve devant le choix, soit de continuer la guerre depuis la Corse et les colonies, soit de demander un armistice.
Le 16 juin, Paul Reynaud ayant démissionné, le président de la République, Albert Lebrun, nomme à la tête du gouvernement le maréchal Pétain, vainqueur de la guerre de 1914-1918, âgé de 84 ans. Celui-ci forme son gouvernement et décide de demander l'armistice, qui est signé le 22 juin 1940 en forêt de Compiègne.
La France étant alors partagée en plusieurs zones occupées ou interdites et la majorité des hommes étant soit prisonniers en Allemagne soit exilés, il n'est pas opportun d'organiser des élections, d'autant plus que les lois constitutionnelles (« Constitution ») de la IIIe République n'accordent pas le droit de vote aux femmes. Pierre Laval, ministre de la Justice, manœuvre pour que les parlementaires accordent les pleins pouvoirs au maréchal Pétain.
Le 9 juillet, conformément aux lois constitutionnelles de 1875, les chambres se réunissent séparément et déclarent, par 395 voix contre trois pour la Chambre des députés, et par 229 voix contre une pour le Sénat, « qu'il y a lieu de réviser les lois constitutionnelles ». Les trois députés s'opposant au principe d'une révision sont Jean Biondi, Léon Roche (tous deux SFIO) et Alfred Margaine (radical), auxquels s'ajoute le marquis Pierre de Chambrun (sénateur non-inscrit, membre du Parti démocrate populaire).

## Déroulement
Voir le compte rendu intégral de la séance sur le site internet de l’Assemblée nationale.
Le 10 juillet 1940, l'Assemblée nationale — formée selon la Constitution de la Troisième République par la réunion de la Chambre des députés et du Sénat — se réunit dans le théâtre du Grand Casino de Vichy,. La Chambre des députés est issue des élections législatives du 3 mai 1936 qui avaient vu la victoire du Front populaire, mais les députés communistes sont empêchés de siéger, et le Sénat s'était opposé au Front populaire.

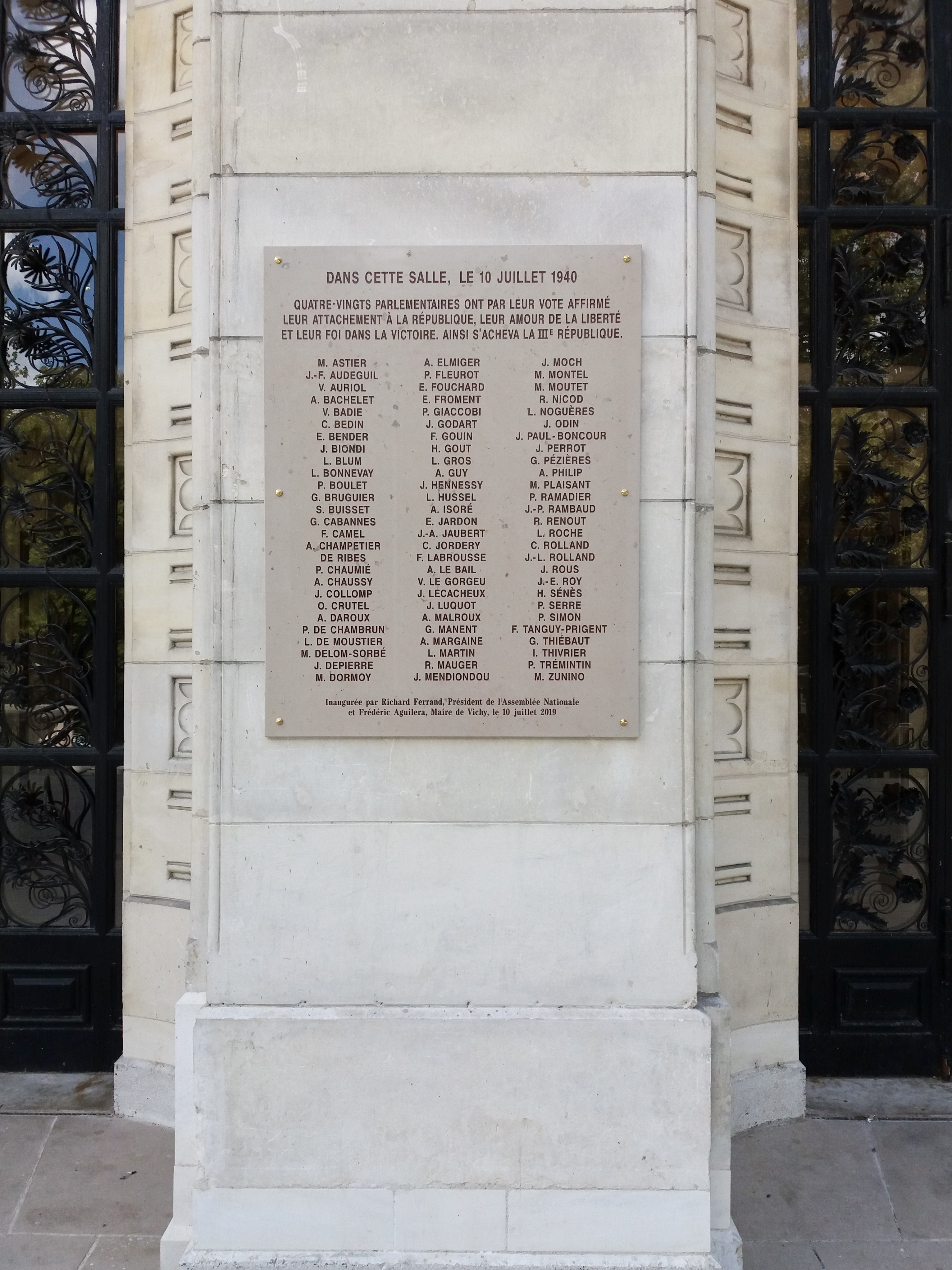
Plaque en hommage aux 80 parlementaires sur la façade de l'opéra de Vichy, où s'est tenu le vote.

Le 10 juillet 1940, les parlementaires inscrits étaient au nombre de 846 (544 députés et 302 sénateurs) sur les 907 députés et sénateurs inscrits en 1939. Seuls 670 (sur les 907 parlementaires) prennent part au vote (426 députés et 244 sénateurs), en effet, 176 parlementaires sont absents dont 27 sont à ce moment-là en mer, embarqués le 21 juin du port du Verdon en aval de Bordeaux, vers Casablanca sur le paquebot Massilia (26 députés et un sénateur), ainsi que « 17 parlementaires décédés et un grand nombre se trouvant, à cause de la guerre, dans l'impossibilité de rejoindre Vichy ou ne souhaitant pas s'y rendre ».
61 parlementaires communistes (60 députés et un sénateur) ne peuvent siéger : depuis le 16 janvier 1940, ils sont déchus de leur mandat à la suite du pacte germano-soviétique, et du décret-loi d'Édouard Daladier du 26 septembre 1939 interdisant le Parti communiste (72 députés communistes avaient été élus en 1936).
La séance est présidée par le président du Sénat, Jules Jeanneney (qui ne prend pas part au vote en raison de sa fonction). 20 autres parlementaires s'abstiennent (12 députés et 8 sénateurs dont trois après une demande de rectification de leur vote).
Sur 649 suffrages exprimés, :
- 80 parlementaires (57 députés et 23 sénateurs) votent « non » ;
- 569 approuvent (357 députés et 212 sénateurs) (soit 87,67 % des suffrages exprimés).

Les 649 suffrages exprimés représentent 71,55 % des 907 parlementaires que comptaient les deux chambres au début de 1940 et les voix « pour » représentent 62,73 %, soit la majorité absolue, exigée par la Constitution de la Troisième République.

## Résultats du vote
| Inscrits                           | Votants | Votes exprimés | Majorité absolue | Pour l'adoption | Contre l'adoption | Abstentions volontaires | Absents « Massilia » | Autres absents | N'a pas pris part au vote |
| ---------------------------------- | ------- | -------------- | ---------------- | --------------- | ----------------- | ----------------------- | -------------------- | -------------- | ------------------------- |
| 846 (544 députés et 302 sénateurs) | 669     | 649            | 325              | 569             | 80                | 20                      | 27                   | 149            | 1                         |

## Texte adopté
Le texte adopté est le suivant :

« Article unique. — L’Assemblée nationale donne tous pouvoirs au Gouvernement de la République, sous l’autorité et la signature du maréchal Pétain, à l’effet de promulguer par un ou plusieurs actes une nouvelle constitution de l’État français. Cette constitution devra garantir les droits du travail, de la famille et de la patrie.

Elle sera ratifiée par la Nation et appliquée par les Assemblées qu’elle aura créées.

La présente loi constitutionnelle, délibérée et adoptée par l’Assemblée nationale, sera exécutée comme loi de l’État.
Fait à Vichy, le 10 juillet 1940
Par le Président de la République,
Albert Lebrun
Le maréchal de France,
président du conseil,
Philippe Pétain »

Le texte n'entraîne pas explicitement la dissolution des Chambres. Il ne s'agit pas non plus d'une motion d'abrogation des lois constitutionnelles de 1875 ayant établi la Troisième République.
Le texte n'entraîne pas la fin explicite de la présidence de la République. Le Président en exercice, Albert Lebrun, refuse toute démission mais se retire finalement. De fait, il est démis de ses fonctions et remplacé par le « chef de l'État », le maréchal Pétain.

## Analyses et polémiques relatives à l'origine politique des votants

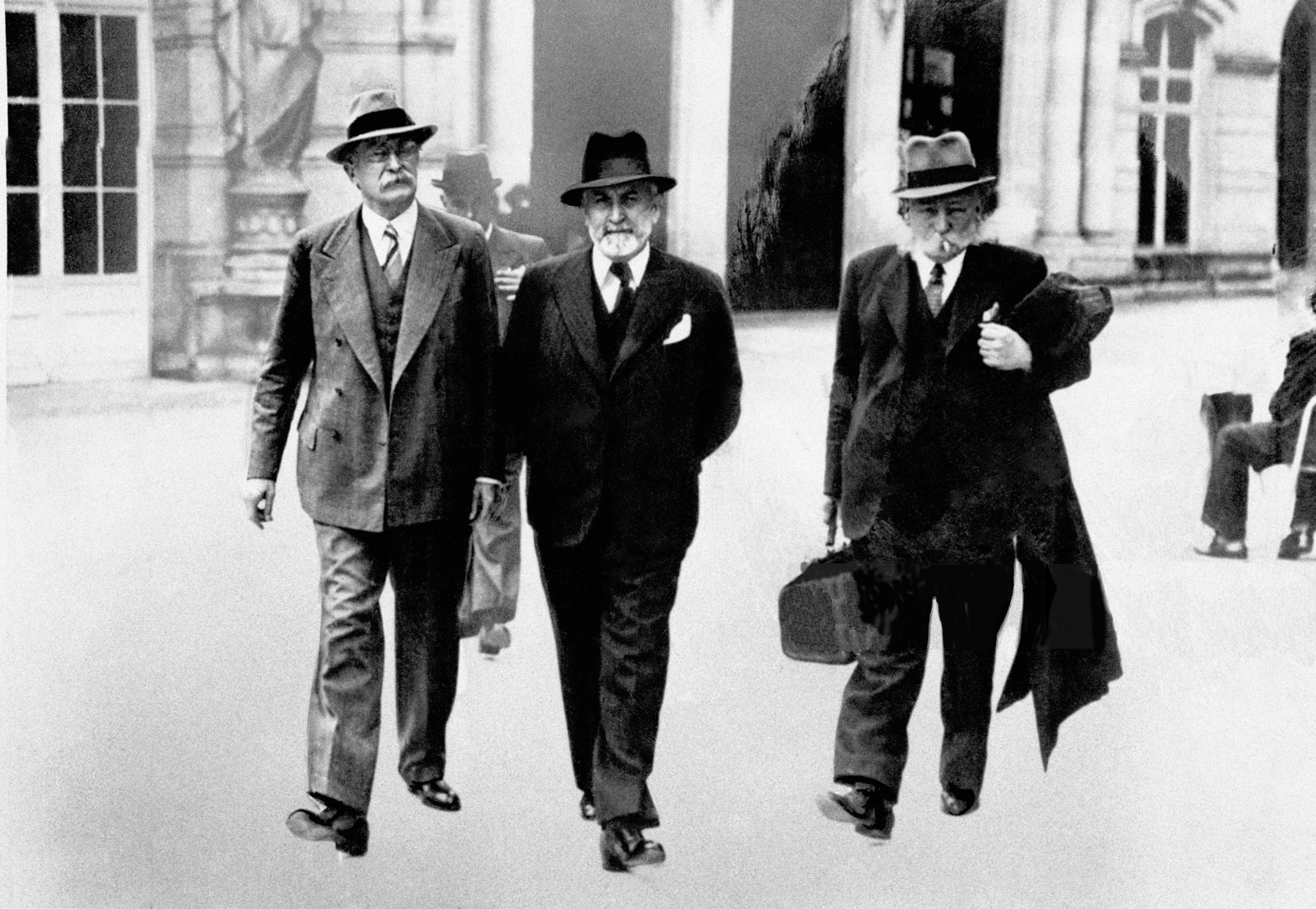
Léon Blum et Marx Dormoy sortant du théâtre du Grand Casino de Vichy où siège l'Assemblée nationale en juillet 1940.

Pour Henry Rousso et Éric Conan, il est inexact de soutenir que ce serait « la Chambre du Front populaire » qui aurait accordé les « pleins pouvoirs » en raison, d'une part, de l'évolution politique advenue depuis 1936 et d'autre part, de la présence des sénateurs (212 « pour » sur les 235 votants) et enfin de l'absence de nombreux parlementaires :

« […] il faut rejeter le slogan selon lequel c'est « la chambre du Front populaire » qui a sabordé la République, cliché véhiculé depuis longtemps par l'extrême-droite pour dédouaner le régime pétainiste et repris récemment par ceux qui affirment que les crimes de Vichy doivent être assumés par la République, celle-ci ayant eu sa part dans l'avènement du nouveau régime. Cette assertion, souvent répétée au cours des polémiques de 1992, est inexacte (même si elle recèle une part de vérité dans la mesure où il n'y eut pas d'élection législative entre le 5 mai 1936 et le 10 juillet 1940). Elle sous-estime d'abord l'évolution politique entre 1936 et 1940, la fragilité de la coalition des radicaux, des socialistes et des communistes ou encore les fractures engendrées en 1938 par la crise de Munich. Surtout, elle fait fi de la présence, au Casino de Vichy, de 245 sénateurs qui, pour le moins, n'avaient guère été favorables, dans leur immense majorité, au Front populaire, puisque c'est le Sénat qui avait fait chuter le premier gouvernement Blum. Ensuite, il faut rappeler que, sur un effectif de 907 députés et sénateurs en 1939, seuls 670 étaient présents à Vichy. […] »

Selon Jean-Pierre Azéma et Olivier Wieviorka :

« On affirme régulièrement que la République a été bradée par la chambre du Front populaire. Il faut apporter deux correctifs à cette assertion le plus souvent malveillante : tout comme les parlementaires du Massilia, les députés communistes étaient absents, exclus à la suite du pacte germano-soviétique ; et, surtout, l'« Assemblée nationale » comprenait les sénateurs qui, par deux fois, avaient fait tomber Blum. »

Selon Olivier Wieviorka :

« La gauche, dans son ensemble, a offert une résistance certaine aux pleins pouvoirs ». En effet, « la gauche fournit 91 % des non, 80 % des abstentions, 85 % des embarqués sur le Massilia. » Cela contraste « avec le plébiscite unanime qu'accorde la droite au maréchal Pétain. »

Selon Simon Epstein :

« 36 parlementaires de la SFIO votent contre Pétain, mais 90 parlementaires de la même SFIO votent pour le même Pétain, au Casino de Vichy. Le groupe SFIO résiste mieux que les autres groupes parlementaires, c’est vrai, et cela doit être dit, mais sa « résistance » est toute relative. Dans leur grande majorité (90 contre 36) les socialistes ont voté, comme les autres, comme l’ensemble des antifascistes du Front populaire, comme les partis du centre et de droite, la fin la République. »

Concernant l'attitude des parlementaires issus du Front populaire :
- Léon Blum a eu ce commentaire :

« Tel camarade qui, à mon entrée dans la salle, s'était précipité vers moi la main tendue, m'évitait visiblement au bout d'une heure. […] De moment en moment, je me voyais plus seul, je me sentais plus suspect. Il ne surnageait plus que quelques débris intacts à la surface de la cuve dissolvante. […] Le sentiment cruel de ma solitude ne m'avait pas trompé ; j'avais bien eu raison de me juger désormais comme un étranger, comme un suspect au sein de mon propre parti. »

- Vincent Auriol a eu ce commentaire :

« Voici Léon Blum. Quelques rares et fidèles amis autour de lui. Où sont les 175 parlementaires socialistes ? Quelques-uns sans doute n'ont pu venir... mais les autres ? […] Sur 150 députés et 17 sénateurs socialistes nous ne sommes que trente-six fidèles à la glorieuse et pure mémoire de Vaillant, de Guesde, de Jaurès. »

En ce qui concerne les députés communistes, Simon Esptein avance l'analyse suivante : « Les communistes ayant dénoncé le pacte germano-soviétique sont là et ils votent en majorité pour Pétain. Quant aux autres, ceux qui sont restés fidèles à la nouvelle ligne du parti, ils soutiennent le pacte et sont en phase défaitiste révolutionnaire aiguë, ils sont hostiles à tout effort de résistance nationale […] ce n'est certainement pas sur eux, en juillet 1940, qu'on pouvait compter pour défendre une République dont ils dénonçaient, depuis l'automne 1939, le caractère impérialiste, belliciste et bourgeois ».
Selon l'historien Gilles Candar, 73 des 80 parlementaires ayant voté contre étaient des élus de gauche.
Concernant l'origine des opposants, Simon Epstein cite Daniel Mayer : « Les socialistes représentaient un pourcentage relativement important du total des opposants dira Daniel Mayer, mais il précisera aussitôt, dans la même phrase, qu'il s'agissait d'un pourcentage infime en face de la composition du parti socialiste », ainsi que Vincent Auriol : « Les 80 opposants appartiennent à toutes les tendances politiques du Parlement et du pays. Tous les partis ont leurs renégats et leurs traîtres ».
Parmi ceux qui votèrent non, on trouve une sur-représentation de descendants de dynasties politiques pro-démocratie, c'est-à-dire de dynasties dont le fondateur soutenait déjà les idéaux démocratiques. Jean Lacroix, Pierre-Guillaume Méon et Kim Oosterlinck (2019) estiment que ces dynastes pro-démocratie ont eu une probabilité de 9,6 à 15,1 % plus élevée que les autres parlementaires de s'opposer au texte.
Parmi ceux qui votèrent non, Vincent Badie est célèbre pour s’être écrié après le vote « Vive la République quand même ! ». Robert Aron attribue cette exclamation à Marcel Astier, sénateur de l'Ardèche.

## Votes
Voir les sources,,,,.

### Liste des 80 parlementaires ayant voté «contre»
Voir la source.
|                             | Chambre             | Département         | Parti ou groupe parlementaire |
| --------------------------- | ------------------- | ------------------- | ----------------------------- |
| Marcel-François Astier      | Sénat               | Ardèche             | GD                            |
| Jean-Fernand Audeguil       | Chambre des députés | Gironde             | SFIO                          |
| Vincent Auriol              | Chambre des députés | Haute-Garonne       | SFIO                          |
| Alexandre Bachelet          | Sénat               | Seine               | SFIO                          |
| Vincent Badie               | Chambre des députés | Hérault             | Parti radical                 |
| Camille Bedin               | Chambre des députés | Dordogne            | SFIO                          |
| Émile Bender                | Sénat               | Rhône               | GD                            |
| Jean Biondi                 | Chambre des députés | Oise                | SFIO                          |
| Léon Blum                   | Chambre des députés | Aude                | SFIO                          |
| Laurent Bonnevay            | Chambre des députés | Rhône               | ARGRI                         |
| Paul Boulet                 | Chambre des députés | Hérault             | Gauche indépendante           |
| Georges Bruguier            | Sénat               | Gard                | SFIO                          |
| Séraphin Buisset            | Chambre des députés | Isère               | SFIO                          |
| Gaston Cabannes             | Chambre des députés | Gironde             | SFIO                          |
| François Camel              | Chambre des députés | Ariège              | SFIO                          |
| Pierre de Chambrun          | Sénat               | Lozère              | PDP                           |
| Auguste Champetier de Ribes | Sénat               | Basses-Pyrénées     | PDP                           |
| Pierre Chaumié              | Sénat               | Lot-et-Garonne      | GD                            |
| Arthur Chaussy              | Chambre des députés | Seine-et-Marne      | SFIO                          |
| Joseph Collomp              | Chambre des députés | Var                 | SFIO                          |
| Octave Crutel               | Chambre des députés | Seine-Inférieure    | Parti radical                 |
| Achille Daroux              | Chambre des députés | Vendée              | Parti radical                 |
| Maurice Delom-Sorbé         | Chambre des députés | Basses-Pyrénées     | GDRI                          |
| Joseph Dépierre             | Sénat               | Rhône               | SFIO                          |
| Marx Dormoy                 | Sénat               | Allier              | SFIO                          |
| Alfred Elmiger              | Chambre des députés | Rhône               | Gauche indépendante           |
| Paul Fleurot                | Sénat               | Seine               | GD                            |
| Émile Fouchard              | Chambre des députés | Seine-et-Marne      | UPF                           |
| Édouard Froment             | Chambre des députés | Ardèche             | SFIO                          |
| Paul Giacobbi               | Sénat               | Corse               | GD                            |
| Justin Godart               | Sénat               | Rhône               | GD                            |
| Félix Gouin                 | Chambre des députés | Bouches-du-Rhône    | SFIO                          |
| Henri Gout                  | Chambre des députés | Aude                | Parti radical                 |
| Louis Gros                  | Sénat               | Vaucluse            | SFIO                          |
| Amédée Guy                  | Chambre des députés | Haute-Savoie        | SFIO                          |
| Jean Hennessy               | Chambre des députés | Alpes-Maritimes     | Gauche indépendante           |
| Lucien Hussel               | Chambre des députés | Isère               | SFIO                          |
| André Isoré                 | Chambre des députés | Pas-de-Calais       | Parti radical                 |
| Eugène Jardon               | Chambre des députés | Allier              | UPF                           |
| Jean-Alexis Jaubert         | Chambre des députés | Corrèze             | Parti radical                 |
| Claude Jordery              | Chambre des députés | Rhône               | SFIO                          |
| François Labrousse          | Sénat               | Corrèze             | GD                            |
| Albert Le Bail              | Chambre des députés | Finistère           | Parti radical                 |
| Joseph Lecacheux            | Chambre des députés | Manche              | ARGRI                         |
| Victor Pierre Le Gorgeu     | Sénat               | Finistère           | GD                            |
| Justin Luquot               | Chambre des députés | Gironde             | SFIO                          |
| Augustin Malroux            | Chambre des députés | Tarn                | SFIO                          |
| Gaston Manent               | Chambre des députés | Hautes-Pyrénées     | Parti radical                 |
| Alfred Margaine             | Chambre des députés | Marne               | Parti radical                 |
| Léon Martin                 | Chambre des députés | Isère               | SFIO                          |
| Robert Mauger               | Chambre des députés | Loir-et-Cher        | SFIO                          |
| Jean Mendiondou             | Chambre des députés | Basses-Pyrénées     | Parti radical                 |
| Jules Moch                  | Chambre des députés | Hérault             | SFIO                          |
| Maurice Montel              | Chambre des députés | Cantal              | Gauche indépendante           |
| Léonel de Moustier          | Chambre des députés | Doubs               | RIAS                          |
| Marius Moutet               | Chambre des députés | Drôme               | SFIO                          |
| René Nicod                  | Chambre des députés | Ain                 | UPF                           |
| Louis Noguères              | Chambre des députés | Pyrénées-Orientales | SFIO                          |
| Jean Odin                   | Sénat               | Gironde             | GD                            |
| Joseph Paul-Boncour         | Sénat               | Loir-et-Cher        | USR                           |
| Jean Perrot                 | Chambre des députés | Finistère           | Parti radical                 |
| Georges Pézières            | Sénat               | Pyrénées-Orientales | SFIO                          |
| André Philip                | Chambre des députés | Rhône               | SFIO                          |
| Marcel Plaisant             | Sénat               | Cher                | GD                            |
| François Tanguy-Prigent     | Chambre des députés | Finistère           | SFIO                          |
| Paul Ramadier               | Chambre des députés | Aveyron             | USR                           |
| Joseph-Paul Rambaud         | Sénat               | Ariège              | GD                            |
| René Renoult                | Sénat               | Var                 | GD                            |
| Léon Roche                  | Chambre des députés | Haute-Vienne        | SFIO                          |
| Camille Rolland             | Sénat               | Rhône               | GD                            |
| Jean-Louis Rolland          | Chambre des députés | Finistère           | SFIO                          |
| Joseph Rous                 | Chambre des députés | Pyrénées-Orientales | SFIO                          |
| Jean-Emmanuel Roy           | Chambre des députés | Gironde             | Parti radical                 |
| Henry Sénès                 | Sénat               | Var                 | SFIO                          |
| Philippe Serre              | Chambre des députés | Meurthe-et-Moselle  | Gauche indépendante           |
| Paul Simon                  | Chambre des députés | Finistère           | PDP                           |
| Gaston Thiébaut             | Chambre des députés | Meuse               | Parti radical                 |
| Isidore Thivrier            | Chambre des députés | Allier              | SFIO                          |
| Pierre Trémintin            | Chambre des députés | Finistère           | PDP                           |
| Michel Zunino               | Chambre des députés | Var                 | SFIO                          |

### Liste des 569 parlementaires ayant voté «pour»
Voir la source.
|                                            | Chambre             | Département                       | Parti ou groupe parlementaire                                                           |
| ------------------------------------------ | ------------------- | --------------------------------- | --------------------------------------------------------------------------------------- |
| Bernard d'Aillières                        | Chambre des députés | Sarthe                            | Fédération républicaine                                                                 |
| André Albert                               | Chambre des députés | Deux-Sèvres                       | Parti radical (Parti Camille Pelletan)                                                  |
| Fabien Albertin                            | Chambre des députés | Bouches-du-Rhône                  | SFIO                                                                                    |
| Auguste Albertini                          | Sénat               | Hérault                           | GD                                                                                      |
| Gaston Allemane                            | Chambre des députés | Seine                             | SFIO                                                                                    |
| Jean-Baptiste Amat                         | Sénat               | Haute-Garonne                     | GD                                                                                      |
| Hubert d'Andlau de Hombourg                | Sénat               | Bas-Rhin                          | Union républicaine                                                                      |
| Henry Andraud                              | Chambre des députés | Puy-de-Dôme                       | Non inscrit                                                                             |
| Adrien André                               | Sénat               | Vienne                            | GD                                                                                      |
| Joseph Antier                              | Sénat               | Haute-Loire                       | ANRS                                                                                    |
| Paul Antier                                | Chambre des députés | Haute-Loire                       | Agraire indépendant                                                                     |
| Bertrand de Sauvan d'Aramon                | Chambre des députés | Seine                             | Fédération républicaine                                                                 |
| René Arbeltier                             | Chambre des députés | Seine-et-Marne                    | SFIO                                                                                    |
| Léon Archimbaud                            | Chambre des députés | Drôme                             | Parti radical                                                                           |
| Raymond Armbruster                         | Sénat               | Aube                              | Non inscrit                                                                             |
| Justin Arnol                               | Chambre des députés | Isère                             | SFIO                                                                                    |
| Raoul Aubaud                               | Chambre des députés | Oise                              | Parti radical                                                                           |
| Louis Aubert                               | Chambre des députés | Vendée                            | Non inscrit                                                                             |
| Étienne d'Audiffret-Pasquier               | Chambre des députés | Orne                              | RIAS                                                                                    |
| François Auffray                           | Chambre des députés | Côtes-du-Nord                     | Parti radical                                                                           |
| Léonide Babaud-Lacroze                     | Sénat               | Charente                          | GD                                                                                      |
| Paul Bachelet                              | Sénat               | Pas-de-Calais                     | Non inscrit                                                                             |
| Emerand Bardoul                            | Chambre des députés | Loire-Inférieure                  | Fédération républicaine                                                                 |
| Jacques Bardoux                            | Sénat               | Puy-de-Dôme                       | Union démocratique et radicale                                                          |
| Léon Baréty                                | Chambre des députés | Alpes-Maritimes                   | ARGRI                                                                                   |
| Charles Baron                              | Chambre des députés | Basses-Alpes                      | SFIO                                                                                    |
| Étienne Baron                              | Chambre des députés | Tarn-et-Garonne                   | Parti radical                                                                           |
| Édouard Barthe                             | Chambre des députés | Hérault                           | USR                                                                                     |
| Georges Barthélémy                         | Chambre des députés | Seine                             | SFIO                                                                                    |
| Alfred Basquin                             | Chambre des députés | Somme                             | SFIO                                                                                    |
| Victor Bataille                            | Chambre des députés | Saône-et-Loire                    | GDRI                                                                                    |
| Pierre Baudouin-Bugnet                     | Chambre des députés | Doubs                             | GDRI                                                                                    |
| Charles Baudry                             | Chambre des députés | Seine-et-Marne                    | Non inscrit                                                                             |
| Maurice Baufle                             | Sénat               | Doubs                             | Union républicaine                                                                      |
| Gaston Bazile                              | Sénat               | Gard                              | GD                                                                                      |
| Maurice Bazin                              | Chambre des députés | Jura                              | ARGRI                                                                                   |
| Kléber Beaugrand                           | Chambre des députés | Loir-et-Cher                      | SFIO                                                                                    |
| André Beauguitte                           | Chambre des députés | Meuse                             | ARGRI                                                                                   |
| Jean Beaumont                              | Sénat               | Allier                            | GD                                                                                      |
| Jean de Beaumont (Bonnin de la Bonninière) | Chambre des députés | Cochinchine                       | Non inscrit                                                                             |
| Auguste Beauvillain                        | Chambre des députés | Nord                              | SFIO                                                                                    |
| Henri Becquart                             | Chambre des députés | Nord                              | Fédération républicaine                                                                 |
| Albert Bedouce                             | Chambre des députés | Haute-Garonne                     | SFIO                                                                                    |
| Robert Bellanger                           | Sénat               | Ille-et-Vilaine                   | GD                                                                                      |
| Robert Belmont                             | Sénat               | Isère                             | GD                                                                                      |
| Adrien Bels                                | Sénat               | Dordogne                          | GD                                                                                      |
| Gaston Beltrémieux                         | Chambre des députés | Pas-de-Calais                     | SFIO                                                                                    |
| Ernest Beluel                              | Sénat               | Haute-Garonne                     | GD                                                                                      |
| Paul Bénazet                               | Sénat               | Indre                             | GD                                                                                      |
| Pierre Béranger                            | Chambre des députés | Eure                              | ARGRI                                                                                   |
| Léon Bérard                                | Sénat               | Basses-Pyrénées                   | Union républicaine                                                                      |
| Raymond Albert Bérenger                    | Chambre des députés | Eure-et-Loir                      | USR                                                                                     |
| Gaston Bergery                             | Chambre des députés | Seine-et-Oise                     | Parti frontiste                                                                         |
| Jean Bernex                                | Chambre des députés | Haute-Savoie                      | Fédération républicaine                                                                 |
| Paul Bernier                               | Chambre des députés | Indre-et-Loire                    | Parti radical                                                                           |
| Gérard de Berny                            | Sénat               | Somme                             | Non inscrit                                                                             |
| Émile Béron                                | Chambre des députés | Moselle                           | Gauche indépendante                                                                     |
| Charles Berthézenne                        | Chambre des députés | Gard                              | USR                                                                                     |
| Adrien Berthod                             | Sénat               | Jura                              | GD                                                                                      |
| William Bertrand                           | Sénat               | Charente-Inférieure               | GD                                                                                      |
| René Besnard                               | Sénat               | Indre-et-Loire                    | GD                                                                                      |
| Louis Besnard-Ferron                       | Chambre des députés | Loir-et-Cher                      | USR                                                                                     |
| René Besse                                 | Chambre des députés | Lot                               | Non inscrit                                                                             |
| Léon Betoulle                              | Sénat               | Haute-Vienne                      | SFIO                                                                                    |
| Robert Bézos                               | Chambre des députés | Landes                            | Parti radical                                                                           |
| Maxence Bibié                              | Chambre des députés | Dordogne                          | USR                                                                                     |
| Louis Biétrix                              | Chambre des députés | Doubs                             | IURN                                                                                    |
| Joseph Blanc                               | Sénat               | Haute-Savoie                      | GD                                                                                      |
| Prosper Blanc                              | Chambre des députés | Ain                               | ARGRI                                                                                   |
| Sylvain Blanchet                           | Chambre des députés | Creuse                            | SFIO                                                                                    |
| François Blancho                           | Sénat               | Loire-Inférieure                  | SFIO                                                                                    |
| Louis de Blois                             | Sénat               | Maine-et-Loire                    | Non inscrit                                                                             |
| Jean Boivin-Champeaux                      | Sénat               | Calvados                          | Union républicaine                                                                      |
| Léon Bon                                   | Sénat               | Bouches-du-Rhône                  | SFIO                                                                                    |
| Georges Bonnet                             | Chambre des députés | Dordogne                          | Parti radical                                                                           |
| Victor Boret                               | Sénat               | Vienne                            | GD                                                                                      |
| Charles Borgeot                            | Sénat               | Saône-et-Loire                    | GD                                                                                      |
| Antoine Borrel                             | Sénat               | Savoie                            | GD                                                                                      |
| Lucien Bossoutrot                          | Chambre des députés | Seine                             | Parti radical                                                                           |
| Marcel Boucher                             | Chambre des députés | Vosges                            | IURN                                                                                    |
| René Boudet                                | Chambre des députés | Allier                            | SFIO                                                                                    |
| Yves Bouguen                               | Sénat               | Côtes-du-Nord                     | Union démocratique et radicale                                                          |
| Fernand Bouisson                           | Chambre des députés | Bouches-du-Rhône                  | Non inscrit                                                                             |
| Charles Bouissoud                          | Chambre des députés | Saône-et-Loire                    | ARGRI                                                                                   |
| Henri Boulay                               | Chambre des députés | Saône-et-Loire                    | SFIO                                                                                    |
| Georges Boully                             | Sénat               | Yonne                             | GD                                                                                      |
| Jacques Bounin                             | Chambre des députés | Alpes-Maritimes                   | Non inscrit                                                                             |
| Henry Bourdeaux                            | Sénat               | Somme                             | Union démocratique et radicale                                                          |
| Jean Bousgarbiès                           | Chambre des députés | Aude                              | Parti radical                                                                           |
| Édouard Bousquet                           | Chambre des députés | Lozère                            | Fédération républicaine                                                                 |
| François Boux de Casson                    | Chambre des députés | Vendée                            | Fédération républicaine                                                                 |
| Émile Brachard                             | Chambre des députés | Aube                              | Parti radical                                                                           |
| Félix Braise                               | Sénat               | Haute-Savoie                      | Union républicaine                                                                      |
| Raoul Brandon                              | Chambre des députés | Seine                             | USR                                                                                     |
| Alfred Brard                               | Sénat               | Morbihan                          | GD                                                                                      |
| Georges Bret                               | Chambre des députés | Ille-et-Vilaine                   | Non inscrit                                                                             |
| André Breton                               | Sénat               | Cher                              | GD                                                                                      |
| Michel Brille                              | Chambre des députés | Somme                             | ARGRI                                                                                   |
| Louis Bringer                              | Sénat               | Lozère                            | Non inscrit                                                                             |
| Camille Briquet                            | Chambre des députés | Eure                              | Parti radical                                                                           |
| Joseph Brom                                | Sénat               | Haut-Rhin                         | Non inscrit                                                                             |
| Auguste Brunet                             | Chambre des députés | La Réunion                        | Union républicaine démocratique et de solidarité créole                                 |
| René Brunet                                | Chambre des députés | Drôme                             | SFIO                                                                                    |
| Albert Buisson                             | Sénat               | Puy-de-Dôme                       | GD                                                                                      |
| Pierre Burgeot                             | Chambre des députés | Rhône                             | Fédération républicaine                                                                 |
| Maurice Burrus                             | Chambre des députés | Haut-Rhin                         | IAP                                                                                     |
| René Burtin                                | Chambre des députés | Saône-et-Loire                    | SFIO                                                                                    |
| Louis Buyat                                | Chambre des députés | Isère                             | ARGRI                                                                                   |
| Joseph Cadic                               | Chambre des députés | Morbihan                          | Non inscrit                                                                             |
| Joseph Caillaux                            | Sénat               | Sarthe                            | GD                                                                                      |
| René Caillier                              | Sénat               | Gironde                           | Union démocratique et radicale                                                          |
| Armand Calmel                              | Sénat               | Gironde                           | Union démocratique et radicale                                                          |
| Edmond Filhol de Camas                     | Sénat               | Morbihan                          | GD                                                                                      |
| Laurent Camboulives                        | Sénat               | Tarn                              | GD                                                                                      |
| Gratien Candace                            | Chambre des députés | Guadeloupe                        | GDRI                                                                                    |
| Marcel Capron                              | Chambre des députés | Seine                             | (Ex-Groupe ouvrier et paysan français)                                                  |
| Joseph Capus                               | Sénat               | Gironde                           | Union démocratique et radicale                                                          |
| René Carré-Bonvalet                        | Sénat               | Charente-Inférieure               | GD                                                                                      |
| Bertrand Carrère                           | Sénat               | Haute-Garonne                     | GD                                                                                      |
| Hyacinthe Carron                           | Chambre des députés | Savoie                            | Parti radical                                                                           |
| Émile Cassez                               | Sénat               | Haute-Marne                       | GD                                                                                      |
| Jean Castagnez                             | Chambre des députés | Cher                              | SFIO                                                                                    |
| Léon Castel                                | Chambre des députés | Aude                              | Parti radical                                                                           |
| Stanislas de Castellane                    | Sénat               | Cantal                            | Union démocratique et radicale                                                          |
| Camille Cautru                             | Sénat               | Calvados                          | Union républicaine                                                                      |
| Antoine Cayrel                             | Chambre des députés | Gironde                           | Gauche indépendante                                                                     |
| Pierre de Chabot                           | Chambre des députés | Vendée                            | Fédération républicaine                                                                 |
| Auguste Chambonnet                         | Sénat               | Creuse                            | GD                                                                                      |
| Jacques de Chammard                        | Sénat               | Corrèze                           | GD                                                                                      |
| François de Champeaux                      | Chambre des députés | Côte-d'Or                         | ARGRI                                                                                   |
| Eugène Chanal                              | Sénat               | Ain                               | GD                                                                                      |
| François Chasseigne                        | Chambre des députés | Indre                             | PUP                                                                                     |
| René Château                               | Chambre des députés | Charente-Inférieure               | Parti radical                                                                           |
| Jean Chaulin-Servinière                    | Chambre des députés | Mayenne                           | GDRI                                                                                    |
| Alphonse Chautemps                         | Sénat               | Indre-et-Loire                    | GD                                                                                      |
| Camille Chautemps                          | Sénat               | Loir-et-Cher                      | GD                                                                                      |
| Albert Chichery                            | Chambre des députés | Indre                             | Parti radical                                                                           |
| Armand Chouffet                            | Chambre des députés | Rhône                             | SFIO                                                                                    |
| Jean-Marie Clamamus                        | Sénat               | Seine                             | UPF                                                                                     |
| Fernand Claudet                            | Chambre des députés | Doubs                             | RIAS                                                                                    |
| François de Clermont-Tonnerre              | Chambre des députés | Somme                             | Agraire indépendant                                                                     |
| André Cointreau                            | Chambre des députés | Maine-et-Loire                    | RIAS                                                                                    |
| Pierre Colomb                              | Chambre des députés | Vienne                            | GDRI                                                                                    |
| Emery Compayré                             | Chambre des députés | Tarn                              | Parti radical                                                                           |
| Victor Constant                            | Sénat               | Seine                             | Union républicaine                                                                      |
| René Converset                             | Sénat               | Aube                              | Non inscrit                                                                             |
| René Coty                                  | Sénat               | Seine-Inférieure                  | Union républicaine                                                                      |
| Joseph Coucoureux                          | Sénat               | Aveyron                           | Union républicaine                                                                      |
| Aimé Coulaudon                             | Chambre des députés | Puy-de-Dôme                       | SFIO                                                                                    |
| Louis Courot                               | Sénat               | Meuse                             | Union républicaine                                                                      |
| Paul Courrent                              | Chambre des députés | Lot-et-Garonne                    | Parti radical                                                                           |
| Léon Courson                               | Chambre des députés | Indre-et-Loire                    | Parti radical                                                                           |
| Jules Courtehoux                           | Chambre des députés | Ardennes                          | Parti radical                                                                           |
| Pierre de Courtois                         | Sénat               | Basses-Alpes                      | GD                                                                                      |
| Georges Cousin                             | Chambre des députés | Seine                             | Fédération républicaine                                                                 |
| Jean Crouan                                | Chambre des députés | Finistère                         | Fédération républicaine                                                                 |
| Camille Dahlet                             | Chambre des députés | Bas-Rhin                          | IAP                                                                                     |
| Albert Daille                              | Chambre des députés | Tarn-et-Garonne                   | Parti radical                                                                           |
| Charles Daniel-Vincent                     | Sénat               | Nord                              | GD                                                                                      |
| Adrien Dariac                              | Chambre des députés | Orne                              | GDRI                                                                                    |
| Louis Dauzier                              | Sénat               | Cantal                            | GD                                                                                      |
| André David                                | Chambre des députés | Haute-Garonne                     | SFIO                                                                                    |
| Marcel Déat                                | Chambre des députés | Charente                          | USR                                                                                     |
| Gabriel Debrégéas                          | Chambre des députés | Haute-Vienne                      | SFIO                                                                                    |
| Gilbert Declercq                           | Chambre des députés | Nord                              | UPF                                                                                     |
| Amédée Delaunay                            | Chambre des députés | Charente-Inférieure               | Parti radical                                                                           |
| Maurice Delaunay                           | Chambre des députés | Calvados                          | Non inscrit                                                                             |
| François Delcos                            | Chambre des députés | Pyrénées-Orientales               | Parti radical                                                                           |
| Charles Delesalle                          | Sénat               | Pas-de-Calais                     | Union démocratique et radicale                                                          |
| Vincent Delpuech                           | Sénat               | Bouches-du-Rhône                  | GD                                                                                      |
| Roger Delthil                              | Sénat               | Tarn-et-Garonne                   | GD                                                                                      |
| René Delzangles                            | Chambre des députés | Basses-Pyrénées                   | GDRI                                                                                    |
| Georges Denis                              | Chambre des députés | Mayenne                           | ARGRI                                                                                   |
| Eugène Dereuse                             | Chambre des députés | Nord                              | SFIO                                                                                    |
| Jean Desbons                               | Chambre des députés | Hautes-Pyrénées                   | GDRI                                                                                    |
| Jean Deschanel                             | Chambre des députés | Eure-et-Loir                      | GDRI                                                                                    |
| Marcel Deschaseaux                         | Chambre des députés | Vosges                            | Parti social français                                                                   |
| Louis Deschizeaux                          | Chambre des députés | Indre                             | USR                                                                                     |
| Jean-Marie Desgranges                      | Chambre des députés | Morbihan                          | Non inscrit                                                                             |
| Charles Desjardins                         | Sénat               | Aisne                             | ANRS                                                                                    |
| Marcel Després                             | Sénat               | Saône-et-Loire                    | GD                                                                                      |
| Maurice Deudon                             | Chambre des députés | Nord                              | SFIO                                                                                    |
| Stanislas Devaud                           | Chambre des députés | Algérie                           | RIAS                                                                                    |
| Sulpice Dewez                              | Chambre des députés | Nord                              | UPF                                                                                     |
| Louis de Diesbach de Belleroche            | Chambre des députés | Pas-de-Calais                     | ARGRI                                                                                   |
| Pierre Dignac                              | Chambre des députés | Gironde                           | ARGRI                                                                                   |
| René Dommange                              | Chambre des députés | Seine                             | IURN                                                                                    |
| Marcel Donon                               | Sénat               | Loiret                            | GD                                                                                      |
| Maurice Dormann                            | Sénat               | Seine-et-Oise                     | Non inscrit                                                                             |
| Gustave Doussain                           | Chambre des députés | Seine                             | ARGRI                                                                                   |
| Maurice Drouot                             | Chambre des députés | Haute-Saône                       | ARGRI                                                                                   |
| Alfred Duault                              | Chambre des députés | Côtes-du-Nord                     | PDP                                                                                     |
| Antoine Dubon                              | Chambre des députés | Landes                            | USR                                                                                     |
| Albert Dubosc                              | Chambre des députés | Seine-Inférieure                  | GDRI                                                                                    |
| Louis-François Dubosc                      | Chambre des députés | Gers                              | SFIO                                                                                    |
| Jacques Duboys-Fresney                     | Chambre des députés | Mayenne                           | Fédération républicaine                                                                 |
| Pierre Duchesne-Fournet                    | Chambre des députés | Calvados                          | ARGRI                                                                                   |
| Hippolyte Ducos                            | Chambre des députés | Haute-Garonne                     | Parti radical                                                                           |
| Jacques-Louis Dumesnil                     | Sénat               | Seine-et-Marne                    | Non inscrit                                                                             |
| Alphonse Dupont                            | Chambre des députés | Ain                               | ARGRI                                                                                   |
| Édouard Frédéric-Dupont                    | Chambre des députés | Seine                             | Fédération républicaine                                                                 |
| Pierre Dupuy                               | Chambre des députés | Établissements français de l'Inde | ARGRI                                                                                   |
| Augustin Dutertre de La Coudre             | Chambre des députés | Loire-Inférieure                  | Fédération républicaine                                                                 |
| Henri Elby                                 | Sénat               | Pas-de-Calais                     | Union démocratique et radicale                                                          |
| Charles Elsaesser                          | Chambre des députés | Bas-Rhin                          | IAP                                                                                     |
| Georges Escande                            | Sénat               | Lot-et-Garonne                    | GD                                                                                      |
| Marius Escartefigue                        | Chambre des députés | Var                               | GDRI                                                                                    |
| Ernest Esparbès                            | Chambre des députés | Haute-Garonne                     | SFIO                                                                                    |
| Pierre Even                                | Sénat               | Côtes-du-Nord                     | GD                                                                                      |
| Laurent Eynac                              | Sénat               | Haute-Loire                       | GD                                                                                      |
| François Eynard                            | Sénat               | Drôme                             | GD                                                                                      |
| Ulysse Fabre                               | Sénat               | Vaucluse                          | GD                                                                                      |
| Jean Fabry                                 | Sénat               | Doubs                             | Union républicaine                                                                      |
| André Fallières                            | Sénat               | Lot-et-Garonne                    | GD                                                                                      |
| Roger Farjon                               | Sénat               | Pas-de-Calais                     | Union républicaine                                                                      |
| Maxime Fauchon                             | Chambre des députés | Manche                            | RIAS                                                                                    |
| Joseph Féga                                | Chambre des députés | Haut-Rhin                         | ARGRI                                                                                   |
| Raymond Férin                              | Chambre des députés | Marne                             | Parti radical                                                                           |
| Jean Fernand-Laurent                       | Chambre des députés | Seine                             | Indépendants républicains                                                               |
| Camille Ferrand                            | Sénat               | Creuse                            | GD                                                                                      |
| André Février                              | Chambre des députés | Rhône                             | SFIO                                                                                    |
| Eugène Fiancette                           | Sénat               | Seine                             | GD                                                                                      |
| Louis Fieu                                 | Chambre des députés | Tarn                              | SFIO                                                                                    |
| Henri Fiori                                | Chambre des députés | Algérie                           | USR                                                                                     |
| Pierre-Étienne Flandin                     | Chambre des députés | Yonne                             | ARGRI                                                                                   |
| René Fontanille                            | Sénat               | Lot                               | GD                                                                                      |
| Albert Fouilloux                           | Sénat               | Ain                               | GD                                                                                      |
| Achille-Armand Fould                       | Chambre des députés | Hautes-Pyrénées                   | ARGRI                                                                                   |
| Manuel Fourcade                            | Sénat               | Hautes-Pyrénées                   | Union républicaine                                                                      |
| François Fourcault de Pavant               | Chambre des députés | Seine-et-Oise                     | RIAS                                                                                    |
| Gustave Fourment                           | Sénat               | Var                               | GD                                                                                      |
| Jules Fourrier                             | Chambre des députés | Seine                             | UPF                                                                                     |
| Ernest de Framond de La Framondie          | Chambre des députés | Lozère                            | Fédération républicaine                                                                 |
| Toussaint Franchi                          | Chambre des députés | Bouches-du-Rhône                  | SFIO                                                                                    |
| Jean Froget                                | Sénat               | Rhône                             | GD                                                                                      |
| Ludovic-Oscar Frossard                     | Chambre des députés | Haute-Saône                       | Non inscrit                                                                             |
| Eugène Frot                                | Chambre des députés | Loiret                            | USR                                                                                     |
| Édouard Fuchs                              | Chambre des députés | Haut-Rhin                         | IAP                                                                                     |
| Félix Gadaud                               | Sénat               | Dordogne                          | GD                                                                                      |
| Louis Gaillemin                            | Sénat               | Vosges                            | Union républicaine                                                                      |
| Lucien Galimand                            | Chambre des députés | Seine-Inférieure                  | Parti radical                                                                           |
| Antoine Gallet                             | Chambre des députés | Ain                               | GDRI                                                                                    |
| Jean Gapiand                               | Chambre des députés | Loire                             | Non inscrit                                                                             |
| Jean Garchery                              | Chambre des députés | Seine                             | SFIO                                                                                    |
| Abel Gardey                                | Sénat               | Gers                              | GD                                                                                      |
| Louis Gardiol                              | Chambre des députés | Basses-Alpes                      | SFIO                                                                                    |
| Louis Garrigou                             | Sénat               | Lot                               | GD                                                                                      |
| Alphonse Gasnier-Duparc                    | Sénat               | Ille-et-Vilaine                   | GD                                                                                      |
| Lucien Gasparin                            | Chambre des députés | Réunion                           | Parti radical                                                                           |
| Gaston Gérard                              | Chambre des députés | Côte-d'Or                         | GDRI                                                                                    |
| Pierre-Marie Gaurand                       | Chambre des députés | Loire                             | ARGRI                                                                                   |
| Gustave Gautherot                          | Sénat               | Loire-Inférieure                  | ANRS                                                                                    |
| Fernand Gautier                            | Sénat               | Indre                             | GD                                                                                      |
| Émile Gellie                               | Chambre des députés | Gironde                           | GDRI                                                                                    |
| Fernand Gentin                             | Chambre des députés | Aube                              | Parti radical                                                                           |
| André Genty                                | Chambre des députés | Seine-Inférieure                  | Agraire indépendant                                                                     |
| Henri Gérente                              | Chambre des députés | Haute-Savoie                      | Non inscrit                                                                             |
| Paul Germain                               | Sénat               | Indre-et-Loire                    | GD                                                                                      |
| Raymond Gernez                             | Chambre des députés | Nord                              | SFIO                                                                                    |
| Pierre Gillet                              | Chambre des députés | Morbihan                          | Agraire indépendant                                                                     |
| Jean Ginet                                 | Chambre des députés | Isère                             | Parti radical                                                                           |
| Fernand Girault                            | Chambre des députés | Loire                             | ARGRI                                                                                   |
| André Goirand                              | Sénat               | Deux-Sèvres                       | GD                                                                                      |
| René Gounin                                | Sénat               | Charente                          | GD                                                                                      |
| Paul Goussu                                | Chambre des députés | Sarthe                            | PDP                                                                                     |
| Jean Goy                                   | Chambre des députés | Calvados                          | GDRI                                                                                    |
| Arsène Gros                                | Chambre des députés | Jura                              | SFIO                                                                                    |
| Charles Guernier                           | Chambre des députés | Ille-et-Vilaine                   | Non inscrit                                                                             |
| Marcel Guerret                             | Chambre des députés | Tarn-et-Garonne                   | SFIO                                                                                    |
| Louis Guichard                             | Chambre des députés | Vaucluse                          | Parti radical                                                                           |
| Abel Guidet                                | Chambre des députés | Pas-de-Calais                     | Parti radical                                                                           |
| Jacques Guilhem                            | Sénat               | Aude                              | GD                                                                                      |
| Joseph Gullung                             | Chambre des députés | Haut-Rhin                         | IAP                                                                                     |
| Louis Guyonnet                             | Sénat               | Isère                             | GD                                                                                      |
| Edmond Hannotin                            | Sénat               | Ardennes                          | Union démocratique et radicale                                                          |
| Charles d'Harcourt                         | Sénat               | Calvados                          | Union républicaine                                                                      |
| Joseph Harent                              | Sénat               | Somme                             | Non inscrit                                                                             |
| Paul Harter                                | Chambre des députés | Moselle                           | IAP                                                                                     |
| Charles Hartmann                           | Chambre des députés | Haut-Rhin                         | IAP                                                                                     |
| Jean Hay                                   | Chambre des députés | Charente-Inférieure               | Parti radical                                                                           |
| François Halna du Fretay                   | Sénat               | Finistère                         | Union républicaine                                                                      |
| Arthur Heid                                | Chambre des députés | Moselle                           | IAP                                                                                     |
| Philippe Henriot                           | Chambre des députés | Gironde                           | Fédération républicaine                                                                 |
| Gaston Henry-Haye                          | Sénat               | Seine-et-Oise                     | Non inscrit                                                                             |
| Marcel Héraud                              | Chambre des députés | Seine                             | RIAS                                                                                    |
| Yves Hervé                                 | Chambre des députés | Côtes-du-Nord                     | RIAS                                                                                    |
| Max Hymans                                 | Chambre des députés | Indre                             | USR                                                                                     |
| Charles des Isnards                        | Chambre des députés | Seine                             | Fédération républicaine                                                                 |
| Paul Jacquier                              | Sénat               | Haute-Savoie                      | GD                                                                                      |
| Jean Jacquy                                | Sénat               | Marne                             | Non inscrit                                                                             |
| Robert Jardillier                          | Chambre des députés | Côte-d'Or                         | SFIO                                                                                    |
| André Join-Lambert                         | Sénat               | Eure                              | Union républicaine                                                                      |
| François Joly                              | Chambre des députés | Ille-et-Vilaine                   | RIAS                                                                                    |
| Prosper Josse                              | Sénat               | Eure                              | ANRS                                                                                    |
| Paul Jourdain                              | Sénat               | Haut-Rhin                         | Union démocratique et radicale                                                          |
| Jacques de Juigné                          | Sénat               | Loire-Inférieure                  | Non inscrit                                                                             |
| Edgar de Kergariou                         | Sénat               | Côtes-du-Nord                     | Union démocratique et radicale                                                          |
| Ernest Labbé                               | Sénat               | Ardennes                          | Union démocratique et radicale                                                          |
| Raymond Lachal                             | Chambre des députés | Puy-de-Dôme                       | ARGRI                                                                                   |
| Guy La Chambre                             | Chambre des députés | Ille-et-Vilaine                   | Parti radical                                                                           |
| Gabriel Lafaye                             | Chambre des députés | Gironde                           | USR                                                                                     |
| Henri de La Ferronnays                     | Chambre des députés | Loire-Inférieure                  | Non inscrit                                                                             |
| Paul Laffont                               | Sénat               | Ariège                            | GD                                                                                      |
| Paul Lambin                                | Chambre des députés | Aisne                             | SFIO                                                                                    |
| Lucien Lamoureux                           | Chambre des députés | Allier                            | Parti radical                                                                           |
| Ferdinand Lancien                          | Sénat               | Finistère                         | GD                                                                                      |
| Joseph Laniel                              | Chambre des députés | Calvados                          | ARGRI                                                                                   |
| Ernest Laroche                             | Chambre des députés | Puy-de-Dôme                       | SFIO                                                                                    |
| Henri Laudier                              | Sénat               | Cher                              | GD                                                                                      |
| Jean Raymond-Laurent                       | Chambre des députés | Loire                             | PDP                                                                                     |
| Pierre Lautier                             | Sénat               | Ardèche                           | Union républicaine                                                                      |
| Pierre Laval                               | Sénat               | Puy-de-Dôme                       | Non inscrit                                                                             |
| Fernand Lavergne                           | Sénat               | Tarn                              | GD                                                                                      |
| André Lavoinne                             | Sénat               | Seine-Inférieure                  | Union républicaine                                                                      |
| André Lebert                               | Sénat               | Sarthe                            | Union démocratique et radicale                                                          |
| Edmond Leblanc                             | Sénat               | Mayenne                           | Union républicaine                                                                      |
| Marcel Lebœuf                              | Sénat               | Nièvre                            | Union démocratique et radicale                                                          |
| René Lebret                                | Chambre des députés | Seine-Inférieure                  | USR                                                                                     |
| Jean Le Cour-Grandmaison                   | Chambre des députés | Loire-Inférieure                  | Non inscrit                                                                             |
| Henri Léculier                             | Sénat               | Jura                              | GD                                                                                      |
| Ferdinand Ledoux                           | Chambre des députés | Ardennes                          | Parti radical                                                                           |
| Alexandre Lefas                            | Sénat               | Ille-et-Vilaine                   | Union républicaine                                                                      |
| Edmond Lefebvre du Prey                    | Sénat               | Pas-de-Calais                     | Union républicaine                                                                      |
| Roger Lefèvre                              | Chambre des députés | Charente-Inférieure               | SFIO                                                                                    |
| Firmin Leguet                              | Sénat               | Ardennes                          | Union démocratique et radicale                                                          |
| Olivier Le Jeune                           | Sénat               | Finistère                         | Non inscrit                                                                             |
| Jean Lemaistre                             | Sénat               | Ille-et-Vilaine                   | GD                                                                                      |
| Philippe Le Maux                           | Chambre des députés | Côtes-du-Nord                     | SFIO                                                                                    |
| Henry Lémery                               | Sénat               | Martinique                        | Non inscrit                                                                             |
| Eugène Le Moignic                          | Sénat               | Établissements français de l'Inde | GD                                                                                      |
| Étienne Le Poullen                         | Chambre des députés | Ille-et-Vilaine                   | Fédération républicaine                                                                 |
| Eugène Le Roux                             | Chambre des députés | Loire-Inférieure                  | SFIO                                                                                    |
| Samuel de Lestapis                         | Chambre des députés | Basses-Pyrénées                   | ARGRI                                                                                   |
| Jean de Leusse                             | Sénat               | Bas-Rhin                          | Union républicaine                                                                      |
| Luc Levesque                               | Chambre des députés | Vienne                            | GDRI                                                                                    |
| Moïse Lévy                                 | Sénat               | Haute-Saône                       | GD                                                                                      |
| Louis L'Hévéder                            | Chambre des députés | Morbihan                          | SFIO                                                                                    |
| André Liautey                              | Chambre des députés | Haute-Saône                       | Parti radical                                                                           |
| Louis Linÿer                               | Sénat               | Loire-Inférieure                  | ANRS                                                                                    |
| Jean Lissar                                | Sénat               | Basses-Pyrénées                   | Union républicaine                                                                      |
| Pierre Lohéac                              | Chambre des députés | Finistère                         | RIAS                                                                                    |
| Pierre Loubat                              | Sénat               | Tarn                              | GD                                                                                      |
| Joseph Loubet                              | Sénat               | Lot                               | GD                                                                                      |
| Louis Louis-Dreyfus                        | Sénat               | Alpes-Maritimes                   | Non inscrit                                                                             |
| Victor Lourties                            | Sénat               | Landes                            | GD                                                                                      |
| Octave Lucas                               | Chambre des députés | Manche                            | Fédération républicaine                                                                 |
| Albert Lucchini                            | Chambre des députés | Bouches-du-Rhône                  | SFIO                                                                                    |
| Clovis Macouin                             | Chambre des députés | Deux-Sèvres                       | Fédération républicaine                                                                 |
| Marius Maffray                             | Chambre des députés | Indre-et-Loire                    | SFIO                                                                                    |
| Albert Mahieu                              | Sénat               | Nord                              | Union démocratique et radicale                                                          |
| Moïse Majurel                              | Chambre des députés | Hérault                           | SFIO                                                                                    |
| André Mallarmé                             | Sénat               | Alger                             | Non inscrit                                                                             |
| Émile Malon                                | Chambre des députés | Manche                            | Non inscrit                                                                             |
| Ernest Malric                              | Chambre des députés | Tarn                              | Parti radical                                                                           |
| Louis Malvy                                | Chambre des députés | Lot                               | Parti radical                                                                           |
| Anatole Manceau                            | Sénat               | Maine-et-Loire                    | Union républicaine                                                                      |
| Paul Marchandeau                           | Chambre des députés | Marne                             | Parti radical                                                                           |
| Léon Marescaux                             | Chambre des députés | Nord                              | GDRI                                                                                    |
| Jean Maroger                               | Sénat               | Aveyron                           | Union républicaine                                                                      |
| André Maroselli                            | Sénat               | Haute-Saône                       | GD                                                                                      |
| Adrien Marquet                             | Chambre des députés | Gironde                           | Non inscrit                                                                             |
| Louis Martel                               | Chambre des députés | Haute-Savoie                      | PDP                                                                                     |
| François Martin                            | Chambre des députés | Aveyron                           | Fédération républicaine                                                                 |
| Henri Martin                               | Chambre des députés | Marne                             | SFIO                                                                                    |
| Raymond Martin                             | Sénat               | Haute-Marne                       | GD                                                                                      |
| Pierre Masse                               | Sénat               | Hérault                           | GD                                                                                      |
| Émile Massé                                | Chambre des députés | Puy-de-Dôme                       | Parti radical                                                                           |
| Joseph Massé                               | Chambre des députés | Cher                              | IURN                                                                                    |
| Marcel Massot                              | Chambre des députés | Basses-Alpes                      | Parti radical                                                                           |
| Jacques Masteau                            | Chambre des députés | Vienne                            | GDRI                                                                                    |
| Pierre Mathé                               | Chambre des députés | Côte-d'Or                         | Agraire indépendant                                                                     |
| Albert Mauguière                           | Chambre des députés | Haute-Saône                       | Parti radical                                                                           |
| Paul Maulion                               | Sénat               | Morbihan                          | GD                                                                                      |
| Henri Maupoil                              | Sénat               | Saône-et-Loire                    | GD                                                                                      |
| Georges Maurice                            | Sénat               | Vienne                            | GD                                                                                      |
| Henri Meck                                 | Chambre des députés | Bas-Rhin                          | IAP                                                                                     |
| Jean Médecin                               | Sénat               | Alpes-Maritimes                   | Non inscrit                                                                             |
| André Mellenne                             | Chambre des députés | Oise                              | Parti radical                                                                           |
| Georges Ménier                             | Chambre des députés | Charente                          | Parti radical                                                                           |
| Albert Mennecier                           | Chambre des députés | Aisne                             | SFIO                                                                                    |
| Henry Merlin                               | Sénat               | Marne                             | GD                                                                                      |
| Léon Meyer                                 | Chambre des députés | Seine-Inférieure                  | Parti radical                                                                           |
| Jean Michard-Pellissier                    | Chambre des députés | Hautes-Alpes                      | Gauche indépendante                                                                     |
| Augustin Michel                            | Chambre des députés | Haute-Loire                       | Fédération républicaine                                                                 |
| Pierre Michel                              | Sénat               | Côtes-du-Nord                     | GD                                                                                      |
| Edmond Miellet                             | Chambre des députés | Territoire de Belfort             | Parti radical                                                                           |
| François Milan                             | Sénat               | Savoie                            | GD                                                                                      |
| Eugène Milliès-Lacroix                     | Sénat               | Landes                            | GD                                                                                      |
| Georges Millin de Grandmaison              | Sénat               | Maine-et-Loire                    | Union républicaine                                                                      |
| Robert Millin de Grandmaison               | Chambre des députés | Maine-et-Loire                    | RIAS                                                                                    |
| Émile Mireaux                              | Sénat               | Hautes-Pyrénées                   | Union démocratique et radicale                                                          |
| Jean Mistler                               | Chambre des députés | Aude                              | Parti radical                                                                           |
| Jules Mitton                               | Chambre des députés | Eure-et-Loir                      | Parti radical                                                                           |
| Maurice Mollard                            | Sénat               | Savoie                            | GD                                                                                      |
| Édouard Moncelle                           | Chambre des députés | Moselle                           | Indépendants républicains                                                               |
| Louis Monfort                              | Chambre des députés | Finistère                         | Non inscrit                                                                             |
| Fernand Monsacré                           | Sénat               | Aube                              | Non inscrit                                                                             |
| Joseph Monsservin                          | Sénat               | Aveyron                           | Union républicaine                                                                      |
| Hubert de Montaigu                         | Chambre des députés | Loire-Inférieure                  | Fédération républicaine                                                                 |
| Geoffroy de Montalembert                   | Chambre des députés | Seine-Inférieure                  | Non inscrit                                                                             |
| Jean Montigny                              | Chambre des députés | Sarthe                            | GDRI                                                                                    |
| Anatole de Monzie                          | Chambre des députés | Lot                               | USR                                                                                     |
| Paul Morane                                | Chambre des députés | Côtes-du-Nord                     | RIAS                                                                                    |
| Gaston Moreau                              | Chambre des députés | Maine-et-Loire                    | ARGRI                                                                                   |
| Ferdinand Morin                            | Chambre des députés | Indre-et-Loire                    | SFIO                                                                                    |
| Louis Mourier                              | Sénat               | Gard                              | GD                                                                                      |
| Eugène Muller                              | Sénat               | Bas-Rhin                          | ANRS                                                                                    |
| Auguste Muret                              | Chambre des députés | Hautes-Alpes                      | SFIO                                                                                    |
| Louis Nachon                               | Chambre des députés | Jura                              | GDRI                                                                                    |
| Hervé Nader                                | Chambre des députés | Finistère                         | RIAS                                                                                    |
| André Naphle                               | Chambre des députés | Gironde                           | SFIO                                                                                    |
| Achille Naudin                             | Sénat               | Nièvre                            | Union démocratique et radicale                                                          |
| Raoul Naudin                               | Chambre des députés | Nièvre                            | Parti radical                                                                           |
| Édouard Néron                              | Sénat               | Haute-Loire                       | ANRS                                                                                    |
| Jean Neyret                                | Sénat               | Loire                             | Union démocratique et radicale                                                          |
| Jean Niel                                  | Chambre des députés | Aveyron                           | Indépendants républicains                                                               |
| Georges Nouelle                            | Chambre des députés | Saône-et-Loire                    | SFIO                                                                                    |
| Alfred Oberkirch                           | Chambre des députés | Bas-Rhin                          | Fédération républicaine                                                                 |
| Albert Ouvré                               | Sénat               | Seine-et-Marne                    | Non inscrit                                                                             |
| Auguste Pageot                             | Chambre des députés | Loire-Inférieure                  | SFIO                                                                                    |
| Maurice Palmade                            | Sénat               | Charente-Inférieure               | GD                                                                                      |
| Édouard Pascaud                            | Chambre des députés | Charente                          | Parti radical                                                                           |
| Henri Patizel                              | Sénat               | Marne                             | GD                                                                                      |
| Albert Paulin                              | Chambre des députés | Puy-de-Dôme                       | SFIO                                                                                    |
| Henri Pavin de Lafarge                     | Sénat               | Ardèche                           | Union républicaine                                                                      |
| Eugène-Gaston Pébellier                    | Chambre des députés | Haute-Loire                       | RIAS                                                                                    |
| René Pécherot                              | Chambre des députés | Drôme                             | Parti radical                                                                           |
| François Peissel                           | Chambre des députés | Rhône                             | RIAS                                                                                    |
| Léon Pellé                                 | Chambre des députés | Loiret                            | Indépendants républicains                                                               |
| Jean Pelletier                             | Sénat               | Saône-et-Loire                    | GD                                                                                      |
| Henri Perdrix                              | Sénat               | Drôme                             | GD                                                                                      |
| Émile Périn                                | Chambre des députés | Nièvre                            | PUP                                                                                     |
| Georges Pernot                             | Sénat               | Doubs                             | Union républicaine                                                                      |
| Pierre Perreau-Pradier                     | Chambre des députés | Yonne                             | ARGRI                                                                                   |
| Émile Perrein                              | Chambre des députés | Maine-et-Loire                    | Parti radical                                                                           |
| Julien Peschadour                          | Chambre des députés | Corrèze                           | SFIO                                                                                    |
| Maurice Petsche                            | Chambre des députés | Hautes-Alpes                      | GDRI                                                                                    |
| François Peugeot                           | Chambre des députés | Doubs                             | GDRI                                                                                    |
| Albert Peyronnet                           | Sénat               | Allier                            | GD                                                                                      |
| Ernest Pezet                               | Chambre des députés | Morbihan                          | PDP                                                                                     |
| Pierre Pichery                             | Sénat               | Loir-et-Cher                      | Non inscrit                                                                             |
| François Piétri                            | Chambre des députés | Corse                             | ARGRI                                                                                   |
| Armand Pillot                              | Chambre des députés | Seine                             | (Ex-Groupe ouvrier et paysan français)                                                  |
| Étienne Pinault                            | Chambre des députés | Ille-et-Vilaine                   | PDP                                                                                     |
| Antoine Pinay                              | Sénat               | Loire                             | Union démocratique et radicale                                                          |
| Noël Pinelli                               | Chambre des députés | Seine                             | Indépendants républicains                                                               |
| François Pitti-Ferrandi                    | Sénat               | Corse                             | GD                                                                                      |
| Camille Planche                            | Chambre des députés | Allier                            | SFIO                                                                                    |
| Jean-Pierre Plichon                        | Chambre des députés | Nord                              | RIAS                                                                                    |
| Adolphe Pointaire                          | Sénat               | Jura                              | GD                                                                                      |
| Jacques Poitou-Duplessy                    | Chambre des députés | Charente                          | Fédération républicaine                                                                 |
| Lucien Polimann                            | Chambre des députés | Meuse                             | RIAS                                                                                    |
| Charles Pomaret                            | Chambre des députés | Lozère                            | USR                                                                                     |
| Henry Ponsard                              | Chambre des députés | Bouches-du-Rhône                  | RIAS                                                                                    |
| Georges Portmann                           | Sénat               | Gironde                           | Non inscrit                                                                             |
| Georges Potut                              | Chambre des députés | Nièvre                            | Parti radical                                                                           |
| Léopold Presseq                            | Sénat               | Tarn-et-Garonne                   | GD                                                                                      |
| André Pringolliet                          | Chambre des députés | Savoie                            | USR                                                                                     |
| Gaston Provost-Dumarchais                  | Sénat               | Nièvre                            | Union républicaine                                                                      |
| Jacques Queinnec                           | Sénat               | Finistère                         | Union républicaine                                                                      |
| Jean Quenette                              | Chambre des députés | Meurthe-et-Moselle                | RIAS                                                                                    |
| Aimé Quinson                               | Chambre des députés | Ain                               | SFIO                                                                                    |
| Jules Radulph                              | Chambre des députés | Calvados                          | Agraire indépendant                                                                     |
| Louis Rambaud                              | Sénat               | Vendée                            | ANRS                                                                                    |
| Joseph Ranquet                             | Chambre des députés | Gard                              | Parti radical                                                                           |
| Lucien Raux                                | Chambre des députés | Nord                              | UPF                                                                                     |
| Alexandre Rauzy                            | Chambre des députés | Ariège                            | SFIO                                                                                    |
| Joannès Ravanat                            | Chambre des députés | Isère                             | SFIO                                                                                    |
| André Ray                                  | Chambre des députés | Isère                             | Parti radical                                                                           |
| Clément Raynaud                            | Sénat               | Aude                              | GD                                                                                      |
| Marcel Régis                               | Chambre des députés | Algérie                           | SFIO                                                                                    |
| Charles Reibel                             | Sénat               | Seine-et-Oise                     | Union républicaine                                                                      |
| François Reille-Soult                      | Chambre des députés | Tarn                              | PDP                                                                                     |
| Paul Richard                               | Chambre des députés | Rhône                             | Fédération républicaine                                                                 |
| Camille Riffaterre                         | Chambre des députés | Creuse                            | SFIO                                                                                    |
| Henri Rillart de Verneuil                  | Sénat               | Aisne                             | ANRS                                                                                    |
| Alphonse Rio                               | Sénat               | Morbihan                          | GD                                                                                      |
| Gaston Riou                                | Chambre des députés | Ardèche                           | Parti radical                                                                           |
| Paul Rives                                 | Chambre des députés | Allier                            | SFIO                                                                                    |
| Albert Rivière                             | Chambre des députés | Creuse                            | SFIO                                                                                    |
| Fernand Robbe                              | Chambre des députés | Seine-et-Oise                     | Parti radical                                                                           |
| Léopold Robert                             | Sénat               | Vendée                            | ANRS                                                                                    |
| Maurice Robert                             | Chambre des députés | Aube                              | Parti radical                                                                           |
| Camille de Rocca Serra                     | Chambre des députés | Corse                             | ARGRI                                                                                   |
| Victor Rochereau                           | Chambre des députés | Vendée                            | Indépendants républicains                                                               |
| Gaston Rogé                                | Sénat               | Meurthe-et-Moselle                | Union républicaine                                                                      |
| Maxence Roldes                             | Chambre des députés | Yonne                             | SFIO                                                                                    |
| Louis Rollin                               | Chambre des députés | Seine                             | ARGRI                                                                                   |
| René Rollin                                | Chambre des députés | Haute-Marne                       | Parti radical                                                                           |
| Vincent Rotinat                            | Chambre des députés | Indre                             | Parti radical                                                                           |
| Guillaume des Rotours                      | Sénat               | Nord                              | Union démocratique et radicale                                                          |
| Fernand Roucayrol                          | Chambre des députés | Hérault                           | SFIO                                                                                    |
| Hubert Rouger                              | Chambre des députés | Gard                              | SFIO                                                                                    |
| Georges Henri Roulleaux-Dugage             | Chambre des députés | Orne                              | Fédération républicaine                                                                 |
| Jean Roumajon                              | Chambre des députés | Corrèze                           | SFIO                                                                                    |
| Édouard Roussel                            | Sénat               | Nord                              | Union démocratique et radicale                                                          |
| Émile Roussel                              | Sénat               | Aisne                             | ANRS                                                                                    |
| Marius Roustan                             | Sénat               | Hérault                           | GD                                                                                      |
| François Roux                              | Chambre des députés | Saône-et-Loire                    | SFIO                                                                                    |
| Henri Roy                                  | Sénat               | Loiret                            | GD                                                                                      |
| Félix Rozier                               | Sénat               | Drôme                             | GD                                                                                      |
| François de Saint-Just                     | Chambre des députés | Pas-de-Calais                     | Fédération républicaine                                                                 |
| Henri de Saint-Pern                        | Chambre des députés | Maine-et-Loire                    | Fédération républicaine                                                                 |
| Charles Saint-Venant                       | Chambre des députés | Nord                              | SFIO                                                                                    |
| Henri Salengro                             | Chambre des députés | Nord                              | SFIO                                                                                    |
| Albert Sarraut                             | Sénat               | Aude                              | GD                                                                                      |
| Maurice Satineau                           | Chambre des députés | Guadeloupe                        | Union socialiste républicaine (USR)/Parti républicain schœlcheriste (PRS) en Guadeloupe |
| François Saudubray                         | Chambre des députés | Sarthe                            | PDP                                                                                     |
| Paul Saurin                                | Chambre des députés | Algérie                           | GDRI                                                                                    |
| Georges Scapini                            | Chambre des députés | Seine                             | Indépendants républicains                                                               |
| Abraham Schrameck                          | Sénat               | Bouches-du-Rhône                  | GD                                                                                      |
| Robert Schuman                             | Chambre des députés | Moselle                           | PDP                                                                                     |
| James Sclafer                              | Sénat               | Charente-Inférieure               | GD                                                                                      |
| Louis Sellier                              | Chambre des députés | Seine                             | PUP                                                                                     |
| Thomas Seltz                               | Chambre des députés | Bas-Rhin                          | IAP                                                                                     |
| Pierre Sérandour                           | Chambre des députés | Côtes-du-Nord                     | Parti radical                                                                           |
| Joseph Serlin                              | Sénat               | Isère                             | GD                                                                                      |
| Robert Sérot                               | Chambre des députés | Moselle                           | RIAS                                                                                    |
| Louis Sibué                                | Chambre des députés | Savoie                            | SFIO                                                                                    |
| Léon Silvestre                             | Chambre des députés | Gard                              | SFIO                                                                                    |
| Léon Sireyjol                              | Sénat               | Dordogne                          | GD                                                                                      |
| Daniel Soula                               | Chambre des députés | Ariège                            | SFIO                                                                                    |
| Charles Spinasse                           | Chambre des députés | Corrèze                           | SFIO                                                                                    |
| Raymond Susset                             | Chambre des députés | Seine                             | USR                                                                                     |
| Pierre Taittinger                          | Chambre des députés | Seine                             | Fédération républicaine                                                                 |
| Fernand Talandier                          | Chambre des députés | Cantal                            | GDRI                                                                                    |
| Henri Tasso                                | Sénat               | Bouches-du-Rhône                  | SFIO                                                                                    |
| Émile Taudière                             | Chambre des députés | Deux-Sèvres                       | RIAS                                                                                    |
| Jean Taurines                              | Sénat               | Loire                             | Union démocratique et radicale                                                          |
| Emmanuel Temple                            | Chambre des députés | Aveyron                           | Fédération républicaine                                                                 |
| François de Tessan                         | Chambre des députés | Seine-et-Marne                    | Parti radical                                                                           |
| Georges Tessier                            | Chambre des députés | Haute-Vienne                      | SFIO                                                                                    |
| Paul Thellier                              | Chambre des députés | Pas-de-Calais                     | ARGRI                                                                                   |
| Alphonse Thibon                            | Chambre des députés | Ardèche                           | Fédération républicaine                                                                 |
| Maurice Thiéfaine                          | Chambre des députés | Loire-Inférieure                  | SFIO                                                                                    |
| Maurice Thiolas                            | Chambre des députés | Haute-Loire                       | SFIO                                                                                    |
| Charles Thonon                             | Chambre des députés | Seine-et-Oise                     | SFIO                                                                                    |
| René-William Thorp                         | Chambre des députés | Gironde                           | Parti radical                                                                           |
| Robert Thoumyre                            | Sénat               | Seine-Inférieure                  | Union républicaine                                                                      |
| Jean Thureau-Dangin                        | Sénat               | Seine-Inférieure                  | Union républicaine                                                                      |
| Jean de Tinguy du Pouët                    | Chambre des députés | Vendée                            | RIAS                                                                                    |
| Jean-Louis Tixier-Vignancour               | Chambre des députés | Basses-Pyrénées                   | Non inscrit                                                                             |
| Maurice Toy-Riont                          | Sénat               | Hautes-Alpes                      | Union républicaine                                                                      |
| Aimé Tranchand                             | Chambre des députés | Vienne                            | GDRI                                                                                    |
| Firmin Tristan                             | Chambre des députés | Morbihan                          | GDRI                                                                                    |
| Henry Turlier                              | Sénat               | Saône-et-Loire                    | GD                                                                                      |
| Georges Ulmo                               | Sénat               | Haute-Marne                       | GD                                                                                      |
| Pierre Vaillandet                          | Chambre des députés | Vaucluse                          | SFIO                                                                                    |
| Jean Valadier                              | Sénat               | Eure-et-Loir                      | GD                                                                                      |
| Fernand Valat                              | Chambre des députés | Gard                              | UPF                                                                                     |
| François Valentin                          | Chambre des députés | Meurthe-et-Moselle                | Fédération républicaine                                                                 |
| Sabinus Valière                            | Chambre des députés | Haute-Vienne                      | SFIO                                                                                    |
| Xavier Vallat                              | Chambre des députés | Ardèche                           | Fédération républicaine                                                                 |
| Pierre Vallette-Viallard                   | Chambre des députés | Ardèche                           | Fédération républicaine                                                                 |
| Charles Vallin                             | Chambre des députés | Seine                             | Parti social français                                                                   |
| Roger Vantielcke                           | Chambre des députés | Pas-de-Calais                     | SFIO                                                                                    |
| Marcel Vardelle                            | Chambre des députés | Haute-Vienne                      | SFIO                                                                                    |
| Léon Vaur                                  | Chambre des députés | Manche                            | PDP                                                                                     |
| Gaston Veyssière                           | Sénat               | Seine-Inférieure                  | Union républicaine                                                                      |
| Louis Viellard                             | Sénat               | Territoire de Belfort             | Union républicaine                                                                      |
| Jean Villault-Duchesnois                   | Sénat               | Manche                            | Union républicaine                                                                      |
| Antoine Villedieu                          | Chambre des députés | Puy-de-Dôme                       | SFIO                                                                                    |
| Adolphe Vincent                            | Chambre des députés | Pas-de-Calais                     | ARGRI                                                                                   |
| Émile Vincent                              | Sénat               | Côte-d'Or                         | Non inscrit                                                                             |
| Maurice Voirin                             | Chambre des députés | Ardennes                          | SFIO                                                                                    |
| Michel Walter                              | Chambre des députés | Bas-Rhin                          | IAP                                                                                     |
| Alphonse Warusfel                          | Sénat               | Oise                              | Union démocratique et radicale                                                          |
| Guy de Wendel                              | Sénat               | Moselle                           | Union républicaine                                                                      |
| Jean Ybarnégaray                           | Chambre des députés | Basses-Pyrénées                   | Parti social français                                                                   |

### Liste des parlementaires s’étant abstenus
- Joseph Bastide (député – Aveyron – Fédération républicaine)
- André Baud (député – Jura – IURN)
- Georges Bureau (député - Seine-Inférieure - ARGRI)
- Paul Campargue (député - Yonne – SFIO)
- Eugène Chassaing (sénateur - Puy-de-Dôme - GD)
- Antoine Drivet (sénateur – Loire – GD)
- Pétrus Faure (député - Loire - PUP)
- Édouard Herriot (président de la Chambre des députés - Rhône - Parti radical)
- André Honnorat (sénateur – Basses-Alpes – Union républicaine)
- Alfred Jules-Julien (député - Rhône - Parti radical)
- Adolphe Landry (député - Corse - Parti radical)
- Charles Lussy (député - Vaucluse - SFIO)
- Marcel Michel (sénateur - Dordogne – GD)
- Georges Monnet (député - Aisne - SFIO)
- Léon Perrier (sénateur – Isère – GD)
- Pierre Robert (sénateur – Loire – GD)
- Henri Queuille (sénateur – Corrèze – GD)
- Albert Sérol (député - Loire - SFIO)
- Théodore Steeg (sénateur - Seine - GD)
- Raymond Vidal (député - Bouches-du-Rhône - SFIO)

## Listes des parlementaires n’ayant pas pris part au vote

### Morts au combat
- Léo Lagrange (député - Nord - SFIO) sous-lieutenant d'artillerie, tué au front le 9 juin, sa mort n'était pas connue des services de l'Assemblée nationale qui le mentionnent comme « absent »[28].
- Robert de La Myre-Mory (député - Lot-et-Garonne - ARGRI) - « Mort pour la France » - tué le 10 juin 1940.
- Robert Lassalle (député - Landes - Parti radical) - « Mort pour la France » - disparu aux combats de Chémery-sur-Bar, le 14 mai 1940.

### Prisonniers de guerre, n'ont pas pu prendre part au vote
- François Beaudoin (député - Moselle - Agraire indépendant)
- Albert Blanchoin (député - Maine-et-Loire - Parti de la Jeune République)
- Jean Pierre-Bloch (député - Aisne - SFIO)
- Léon Bondoux (député - Nièvre - SFIO)
- Jean Bouhey (député - Côte-d'Or - SFIO)
- Paul Ihuel (député - Morbihan - apparenté Républicain indépendant d'action sociale)
- Georges Izard (député - Meurthe-et-Moselle - SFIO)
- Max Lejeune (député - Somme - SFIO)
- Jean Leroy (député - Vosges - Parti de la Jeune République)
- Adrien Mabrut (député - Puy-de-Dôme - SFIO)
- André Marie (député - Seine-Inférieure - Parti radical)
- Jean Meunier (député - Indre-et-Loire - SFIO)
- André Parmentier (député - Nord - Fédération républicaine)
- Ernest Sourioux (député - Creuse - IURN)
- Eugène Thomas (député - Nord - SFIO)

### Sous les drapeaux
- Marcel Bugain (député - Aisne - SFIO)
- Gaston Monnerville (député - Guyane - Parti radical) engagé volontaire sur le cuirassé Provence de janvier à juillet 1940. Le 3 juillet 1940 son bâtiment se trouva mêlé à la bataille de Mers el-Kébir.

### Passagers duMassiliaretenus au Maroc
- Paul Bastid (député - Cantal - Parti radical)
- Marcel Brout (député - Seine - UPF)
- César Campinchi (député - Corse - Parti radical)
- Camille Catalan (député - Gers - Parti radical)
- Édouard Daladier (député - Vaucluse - Parti radical)
- Gabriel Delattre (député - Ardennes - Parti radical)
- Yvon Delbos (député - Dordogne - Parti radical)
- Joseph Denais (député - Seine - Fédération républicaine)
- Marius Dubois (député - Algérie - SFIO) - embarqué sur le Massilia
- André Dupont (député - Eure - SFIO)
- Léandre Dupré (député - Nord - SFIO)
- Galandou Diouf (député - Sénégal - Gauche indépendante)
- Salomon Grumbach (député - Tarn - SFIO)
- Jean-Marie Guastavino (député - Algérie française Parti radical)
- Robert Lazurick (député - Cher - SFIO)
- André Le Troquer (député - Seine - SFIO)
- Georges Lévy-Alphandéry (député - Haute-Marne - Parti radical)
- Georges Mandel (député - Gironde - Indépendants républicains)
- Pierre Mendès France (député - Eure - Parti radical)
- Camille Perfetti (député - Haute-Marne - Parti radical)
- Bernard Quénault de La Groudière (député - Manche - Fédération républicaine)
- Jammy Schmidt (député - Oise - Parti radical)
- Jean-Marie Thomas (député - Saône-et-Loire – SFIO)
- Michel Tony-Révillon (sénateur – Ain – GD)
- Pierre Viénot (député - Ardennes - USR)
- Alex Wiltzer (député - Moselle - IAP)
- Jean Zay (député - Loiret - Parti radical)

### Réfugiés à Londres
- Pierre Cot (député - Savoie - Parti radical)
- Henri de Kérillis (député - Seine - Indépendants républicains)
- Pierre-Olivier Lapie (député - Meurthe-et-Moselle - USR)
- Fernand Wiedemann-Goiran (député - Seine - IURN)

### N'ont pas pris part au vote en raison de leur fonction
- Henri Hamelin, questeur du Sénat, retenu à Paris par le devoir de sa fonction (sénateur - Yonne - GD)
- Jules Jeanneney, qui présidait la séance (président du Sénat - Haute-Saône – GD)

### En détention en France
- Jean-Pierre Mourer (député - Bas-Rhin - IAP) (autonomiste alsacien)
- Joseph Rossé (député - Haut-Rhin - IAP) (autonomiste alsacien)

### S'étant excusés de ne pouvoir assister à la séance
- Henry Bérenger (sénateur - Guadeloupe – GD)
- Alexandre Duval (député - Eure - Fédération républicaine)
- Auguste Hirschauer (général) (sénateur – Moselle – Union républicaine)
- Louis Jacquinot (député - Meuse - ARGRI)
- Auguste Mounié (sénateur – Seine – GD)
- Joseph Parayre (sénateur – Pyrénées-Orientales – SFIO)
- Jean Philip (sénateur - Gers – GD)
- Paul Reynaud (député - Seine - ARGRI)
- Jean Stuhl (général) (sénateur - Moselle - ANRS)
- Henri Triballet (député - Eure-et-Loir - USR)
- François de Wendel (sénateur - Meurthe-et-Moselle – Union républicaine) - demeuré à Paris en geste de « discrète désapprobation »[29]

### N'ont pas pris part au vote, sans raison connue
- Maurice Aguillon (député - Vienne - Parti radical)
- Henri Alhéritière (sénateur - Creuse – GD)
- Joseph Aveline (député - Orne - GDRI)
- Paul Bacquet (député - Pas-de-Calais - ARGRI)
- André Barbier (sénateur – Vosges – Union républicaine)
- Émile Bèche (député - Deux-Sèvres - SFIO)
- Léonus Bénard (sénateur - la Réunion – GD)
- Émile Berlia (député - Haute-Garonne - SFIO)
- Paul Bersez (sénateur – Nord – GD)
- Pierre Betfert (sénateur – Côtes-du-Nord - Union démocratique et radicale)
- Jean-Baptiste Bienvenu-Martin (sénateur – Yonne – GD)
- Paul Brasseau (sénateur – Seine-et-Oise – Non inscrit)
- Médard Brogly (sénateur – Haut-Rhin – Non inscrit)
- Paul Cabanis (député - Loiret - Parti radical)
- Maurice Cabart-Danneville (sénateur – Manche – Union républicaine)
- Henri Cadot (député - Pas-de-Calais - SFIO)
- Lucien Camus (député - Seine-et-Oise - Parti Camille Pelletan)
- Jean Chiappe (député - Seine - Indépendants républicains)
- Bernard de Coral (député - Basses-Pyrénées - Fédération républicaine)
- Édouard Corbedaine (sénateur – Moselle – Union républicaine)
- René Courtier (sénateur – Seine-et-Marne – Non inscrit)
- Paul Creyssel (député - Loire - ARGRI)
- Paul Cuttoli (sénateur – Constantine – GD)
- André Daher (député - Bouches-du-Rhône - Fédération républicaine)
- Émile Damecour (sénateur – Manche – Union républicaine)
- Ernest Daraignez (sénateur – Landes – GD)
- Gustave Decréquy (député - Pas-de-Calais - Parti radical)
- Maurice Delabie (député - Somme - Parti radical)
- Louis Demellier (sénateur – Deux-Sèvres – GD)
- Georges Dentu (sénateur – Orne – ANRS)
- Pierre Dézarnaulds (député - Loiret - Parti radical)
- Jules-Albert de Dion (sénateur – Loire-Inférieure – ANRS)
- Armand Dupuis (député - Oise - Parti radical)
- René Enjalbert (député - Algérie - GDRI)
- Paul Faure (député - Saône-et-Loire - SFIO)
- Arsène-Célestin Fié (député - Nièvre - SFIO)
- Raymond de Fontaines (sénateur – Vendée – ANRS)
- Albert Forcinal (député - Eure - USR)
- Charles François-Saint-Maur (sénateur – Loire-Inférieure – Non inscrit)
- Pierre Fully (député - Landes - Parti radical)
- Jacques Gautron (sénateur – Eure-et-Loir – Union démocratique et radicale)
- Michel Geistdoerfer (député - Côtes-du-Nord - Parti radical)
- Raymond Gilbert (sénateur – Eure-et-Loir – Union démocratique et radicale)
- Alexandre Goré (sénateur – Oise – Union démocratique et radicale)
- Gustave Guérin (sénateur – Manche – Union républicaine)
- René Hachette (sénateur – Aisne – Union républicaine)
- François-Charles d'Harcourt (député - Calvados - Indépendants républicains)
- Albert Hauet (député - Aisne - Parti radical)
- James Hennessy (sénateur - Charente - Non inscrit)
- René Héry (sénateur – Deux-Sèvres – GD)
- Charles Hueber (député - Bas-Rhin - IAP)
- Vincent Inizan (député - Finistère - Fédération républicaine)
- Édouard Jonas (député - Alpes-Maritimes - USR)
- Pierre Jossot (sénateur – Côte-d’Or – GD)
- Anatole Jovelet (sénateur – Somme – GD)
- Palamède de La Grandière (sénateur – Maine-et-Loire - ANRS)
- Amaury de La Grange (sénateur - Nord – Union républicaine)
- Joseph Lagrosillière (député - Martinique - SFIO)
- Émile Lardier (député - Territoire-de-Belfort - Fédération républicaine)
- Augustin Laurent (député - Nord - SFIO) : « Le 10 juillet 1940, il ne put assister à l’Assemblée nationale de Vichy mais il fit savoir sur-le-champ que, présent, il aurait, avec les quatre-vingts opposants, refusé les pleins pouvoirs au maréchal Pétain »[30]
- Léon Lauvray (sénateur – Eure – Union républicaine)
- Jean-Baptiste Lebas (député - Nord - SFIO)
- Georges Lecourtier (sénateur – Meuse – Union républicaine)
- Paul Lederlin (sénateur – Corse – GD)
- Joseph Le Pevedic (député - Morbihan - ARGRI)
- Théophile Longuet (député - Charente-Inférieure - Parti radical)
- Paul Loubradou (député - Dordogne - UPF)
- Jacques du Luart (député - Seine-Inférieure - Fédération républicaine)
- René de Ludre-Frolois (sénateur – Orne – ANRS)
- Hervé de Lyrot (député - Ille-et-Vilaine - Indépendants républicains)
- Alfred Maës (député - Pas-de-Calais - SFIO)
- André Magnan (député - Loire - ARGRI)
- Louis Masson (député - Nord - SFIO)
- Georges Métayer (député - Seine-Inférieure - Parti radical)
- Alexandre Millerand (sénateur – Orne – Union républicaine)
- Arthur Mirouel (sénateur – Meuse – Union républicaine)
- Henri de Monti de Rezé (sénateur – Mayenne – ANRS)
- Émile Morinaud (député - Algérie - GDRI)
- André Morizet (sénateur – Seine – SFIO)
- Eugène Nicolas (sénateur – Haute-Vienne – SFIO)
- Paul Ostermann (sénateur – Haut-Rhin – Non inscrit)
- Raymond Patenôtre (député - Seine-et-Oise - USR)
- Émile Peter (député - Moselle - IAP)
- Pierre Pitois (député - Marne - RIAS)
- Gabriel Plancke (député - Nord - Gauche indépendante)
- René Plard (député - Aube - PUP)
- François de Polignac (député - Maine-et-Loire - RIAS)
- Jean-Michel Renaitour (député - Yonne - Gauche indépendante)
- Raymond Réthoré (député - Charente - Parti radical)
- Adrien Richard (sénateur - Vosges – Union républicaine)
- René Richard (député - Deux-Sèvres - Parti radical)
- Théophile Romastin (député - Sarthe - Parti radical)
- Maurice de Rothschild (sénateur – Hautes-Alpes – Non inscrit)
- Pierre Roux-Freissineng (sénateur – Oran – Union démocratique et radicale)
- Marc Rucart (député - Vosges - Parti radical)
- Antoine Sallès (député - Rhône - RIAS)
- Gustave Saussot (député - Dordogne - ex-communiste)
- Henri Sellier (sénateur - Seine – SFIO)
- Joseph Serda (député - Algérie - Gauche indépendante)
- Victor Sévère (député - Martinique - Union républicaine)
- Joseph Sigrist (sénateur – Bas-Rhin – Non inscrit)
- Paul Sion (député - Pas-de-Calais - SFIO)
- Marcel Stürmel (député - Haut-Rhin - IAP)
- Alphonse Tellier (député - Pas-de-Calais - SFIO)
- Albert Thibault (sénateur - Sarthe – Union républicaine)
- Eugène Turbat (sénateur – Loiret – GD)
- Jean-Jacques Urban (sénateur – Bas-Rhin – Union républicaine)
- Jean Vassal (député - Oise - SFIO)
- Paul-Édouard Vasseux (sénateur – Oise – GD)
- Jules Wolff (sénateur – Moselle – Union républicaine)

### Ayant refusé de voter par signe de désapprobation
- Élie Bloncourt (député - Aisne - SFIO)[31]
- Louis Marin (député - Meurthe-et-Moselle - Fédération républicaine)[32]
- Camille Blaisot (député - Calvados - Fédération républicaine)
- Georges Mazerand (député - Meurthe-et-Moselle - GDRI)
- Charles-Henri Cournault (sénateur – Meurthe-et-Moselle – Union républicaine)

## Conséquences

### Pour les parlementaires ayant voté les pleins pouvoirs
À la Libération, la mise en application de l'ordonnance du 21 avril 1944, relative à l'organisation des pouvoirs publics, frappe d'inéligibilité « les membres du Parlement ayant abdiqué leur mandat en votant la délégation de pouvoir constituant à Philippe Pétain le 10 juillet 1940 ».
Des lois d'amnistie sont votées par l'Assemblée nationale en 1951 et 1953,, ce qui permet à un certain nombre de ces parlementaires de faire leur retour en politique. D'autres ont vu, dès 1945-1946, la sanction annulée par un préfet ou par le Jury d'honneur pour avoir mené des activités résistantes après 1940. C'est par exemple le cas de René Coty,, qui pourra devenir plus tard président de la République.

## Mémoire
Une stèle en hommage aux 80 parlementaires ayant voté « contre » a été inaugurée près du pont de Bellerive, à Bellerive-sur-Allier, par Claude Bartolone, président de l'Assemblée nationale, le 10 juillet 2013,. Une plaque a également été apposée sur la façade de l'opéra de Vichy, où s'est tenu le vote, inaugurée le 10 juillet 2019 par Richard Ferrand, président de l'Assemblée nationale, et Frédéric Aguilera, maire de Vichy.
Au no 57 rue de Babylone à Paris, ancien bâtiment du conseil régional d'Île-de-France, une plaque commémorative rend hommage « aux quatre élus franciliens qui, le 10 juillet 1940, comme les 76 autres parlementaires, surent dire non à la fin de la République et au régime de Pétain » (Alexandre Bachelet, Arthur Chaussy, Paul Fleurot et Émile Fouchard).

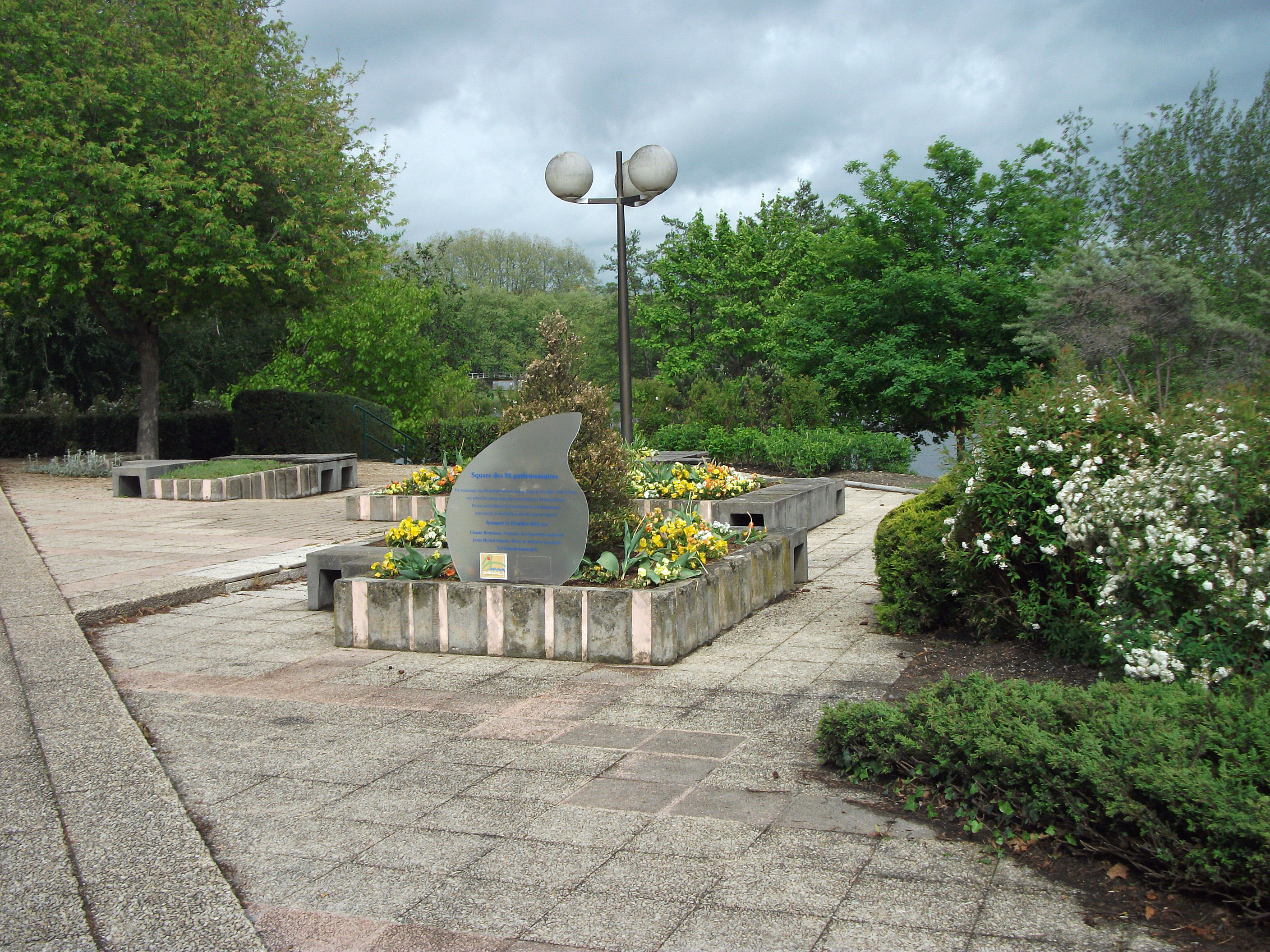
Square des 80-Parlementaires à Bellerive-sur-Allier, en 2014.
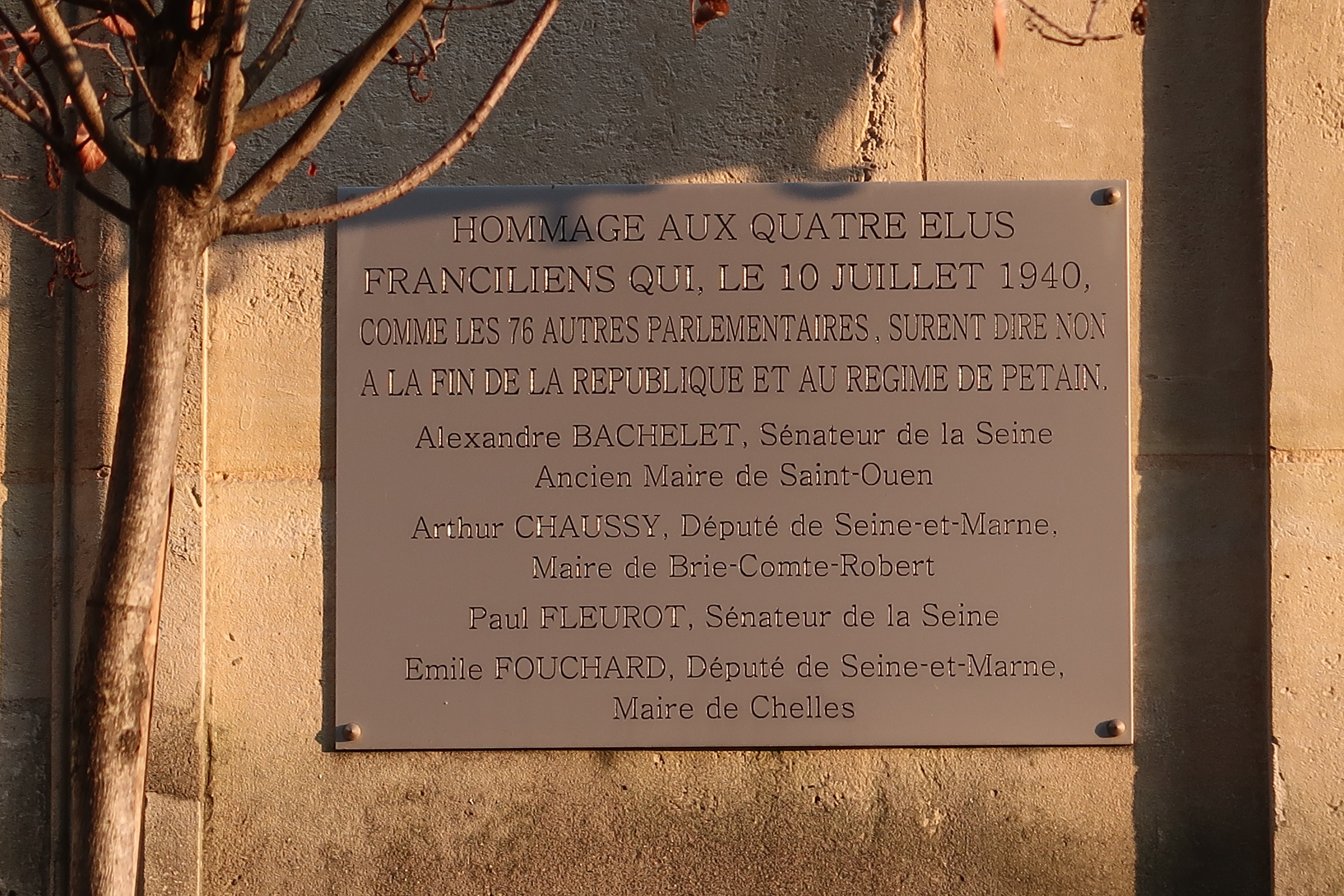
Plaque commémorative 57 rue de Babylone (Paris).